# Lokomotivfabrik Krauss & Comp. Linz

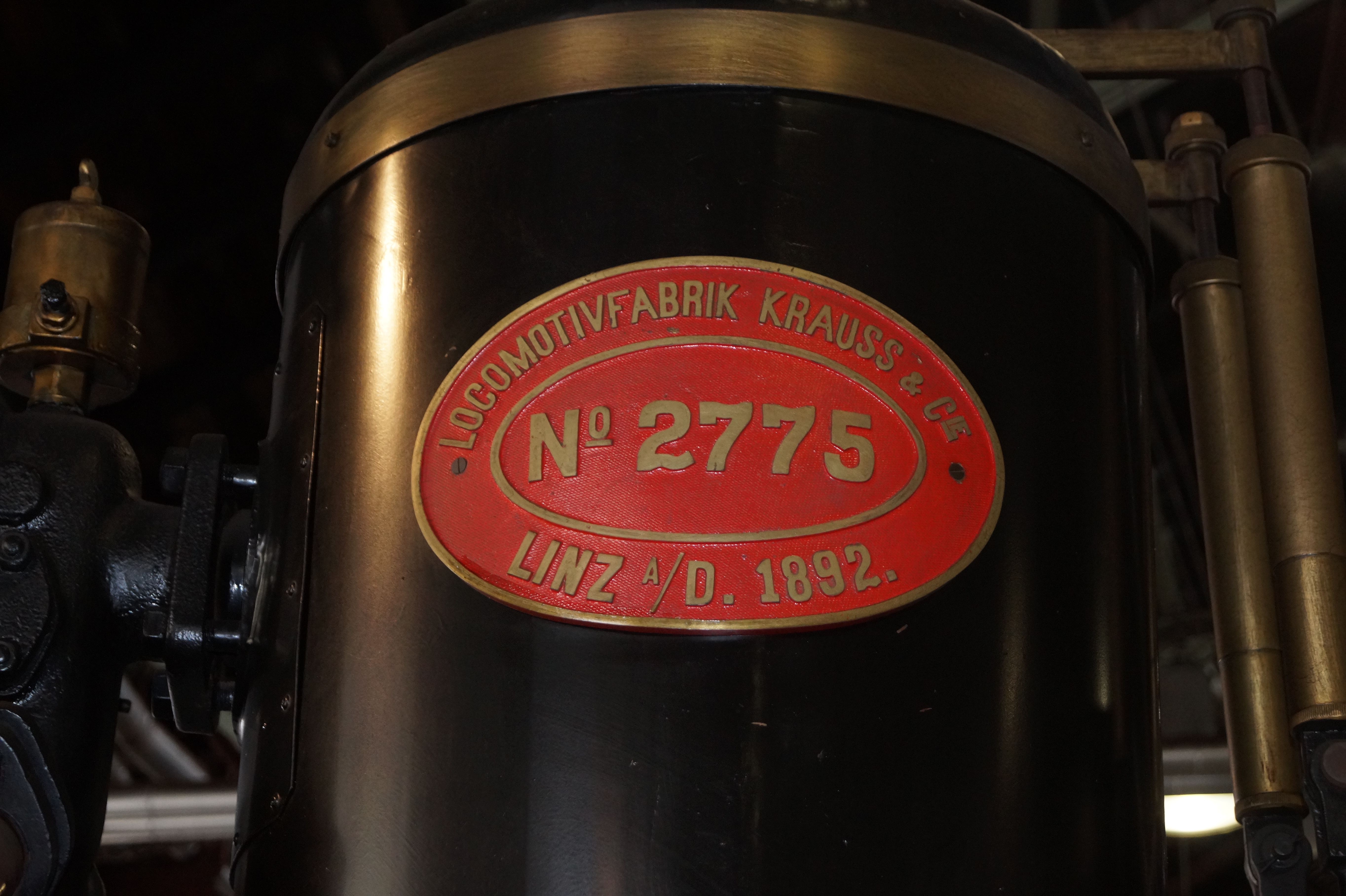
Das markante ovale Fabriksschild der Krauss-Lokomotiven

Die Lokomotivfabrik Krauss & Comp. Linz, kurz Krauss/Linz war eine eigenständig agierende Fabrik der Münchner Lokomotivfabrik von Georg Krauß im oberösterreichischen Linz. Sie bestand von 1880 bis 1930 und war vor allem auf kleine Dampflokomotiven für Sekundärbahnen und Schmalspurbahnen spezialisiert.

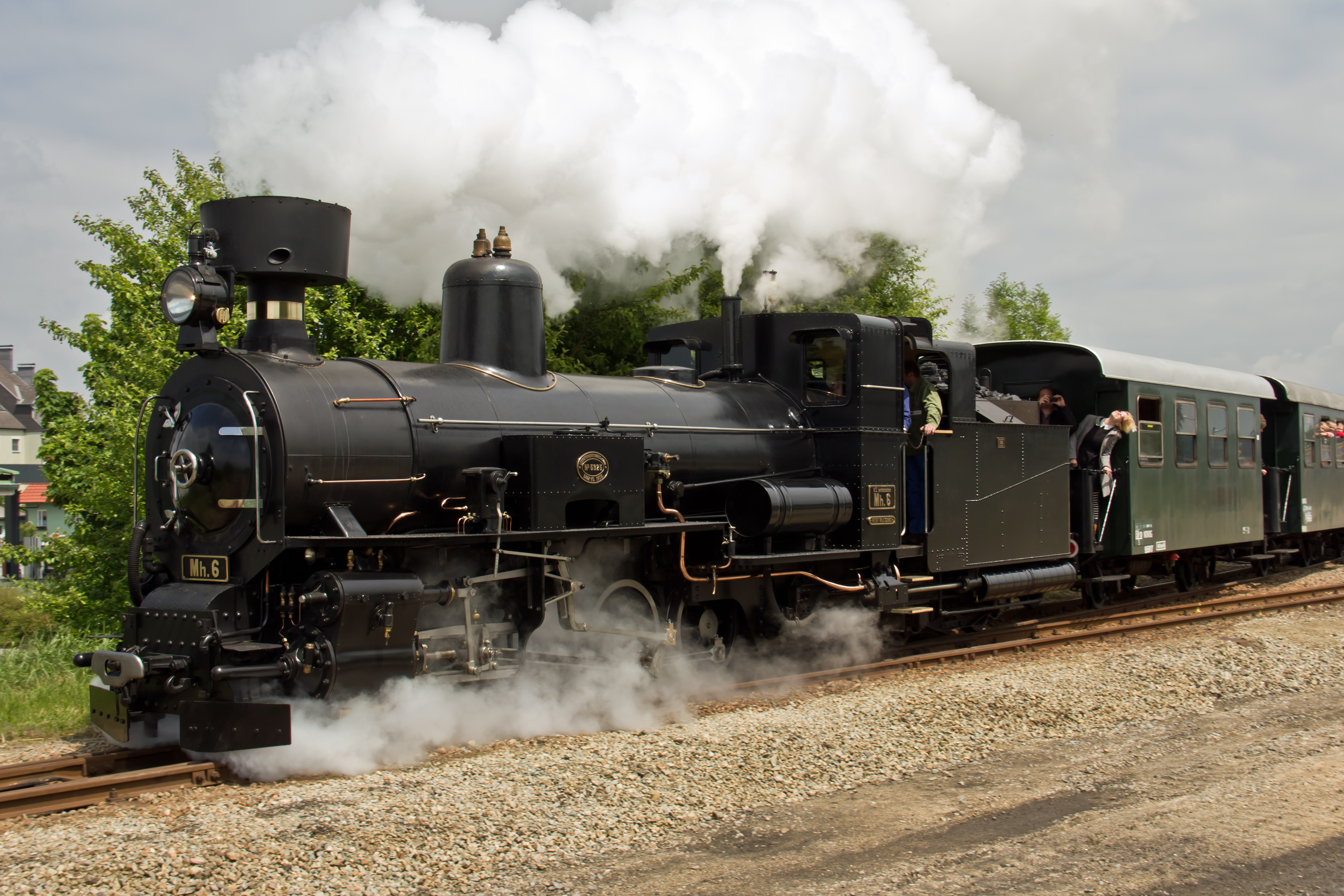
Die Mh.6 der Mariazellerbahn

## Geschichte

### Firmengeschichte
Die Linzer Fabrik wurde 1880 von Georg Krauß als Zweigwerk seines Münchner Unternehmens gegründet, um die Einfuhrzölle nach Österreich zu umgehen. Am 1. September 1880 fand die Grundsteinlegung des Linzer Werkes statt. Die Fabrik entwickelte sich prächtig und wurde zunehmend eigenständig. Vor allem durch seine kurvengängigen Schmalspurlokomotiven in Bosnischer Spurweite machte sich das Unternehmen bald einen hervorragenden Namen, 1889 lieferte man die Loks an die erste österreichische Schmalspurbahn, die Steyrtalbahn. In rascher Folge wurden nun viele Schmalspurbahnen in der Spurweite 760 mm gebaut, deren Lokomotiven allesamt aus Linz kamen und hier konstruiert wurden. Beliefert wurden z. B. die Bosnisch-Herzegowinische Staatsbahnen, die Steiermärkischen Landesbahnen und die Mariazellerbahn der NÖLB. Aber auch normalspurige Maschinen für Werks- und Lokalbahnen wurden gebaut. An die k.k. Staatsbahnen (kkStB) und die Niederösterreichischen Landesbahnen (NÖLB) lieferte man kleine Tenderlokomotiven. Das Werk galt stets als gut ausgelastet und war auf seinem Sektor Marktführer in der österreichischen Reichshälfte.
Eine starke Zäsur bedeutete der Erste Weltkrieg, den das Unternehmen finanziell nicht gut verkraftet hat. Am 1. Jänner 1918 wurde die Fabrik in Linz an die Österreichische Eisenbahn-Verkehrs-Anstalt verkauft, jedoch weiterhin von Krauss betrieben. Zur Erweiterung der Produktpalette der Fabrik wurden 1920 die Linzer Posselt-Werke erworben, die 1924 in die neugegründete Österreichische Bamag-Büttner-Werke AG eingebracht wurde. Diese wurden 1930 infolge der Weltwirtschaftskrise gemeinsam mit Krauss Linz stillgelegt. Die Oesterreichische Eisenbahn-Verkehrs-Anstalt erwarb 1920 auch die Aktienmehrheit des Münchner Stammhauses, die sie 1930 mit Gewinn an ein deutsches Syndikat verkaufte. Daraufhin wurden die beiden traditionsreichen Münchner Lokfabriken Krauss und Maffei zur Krauss-Maffei AG verschmolzen.

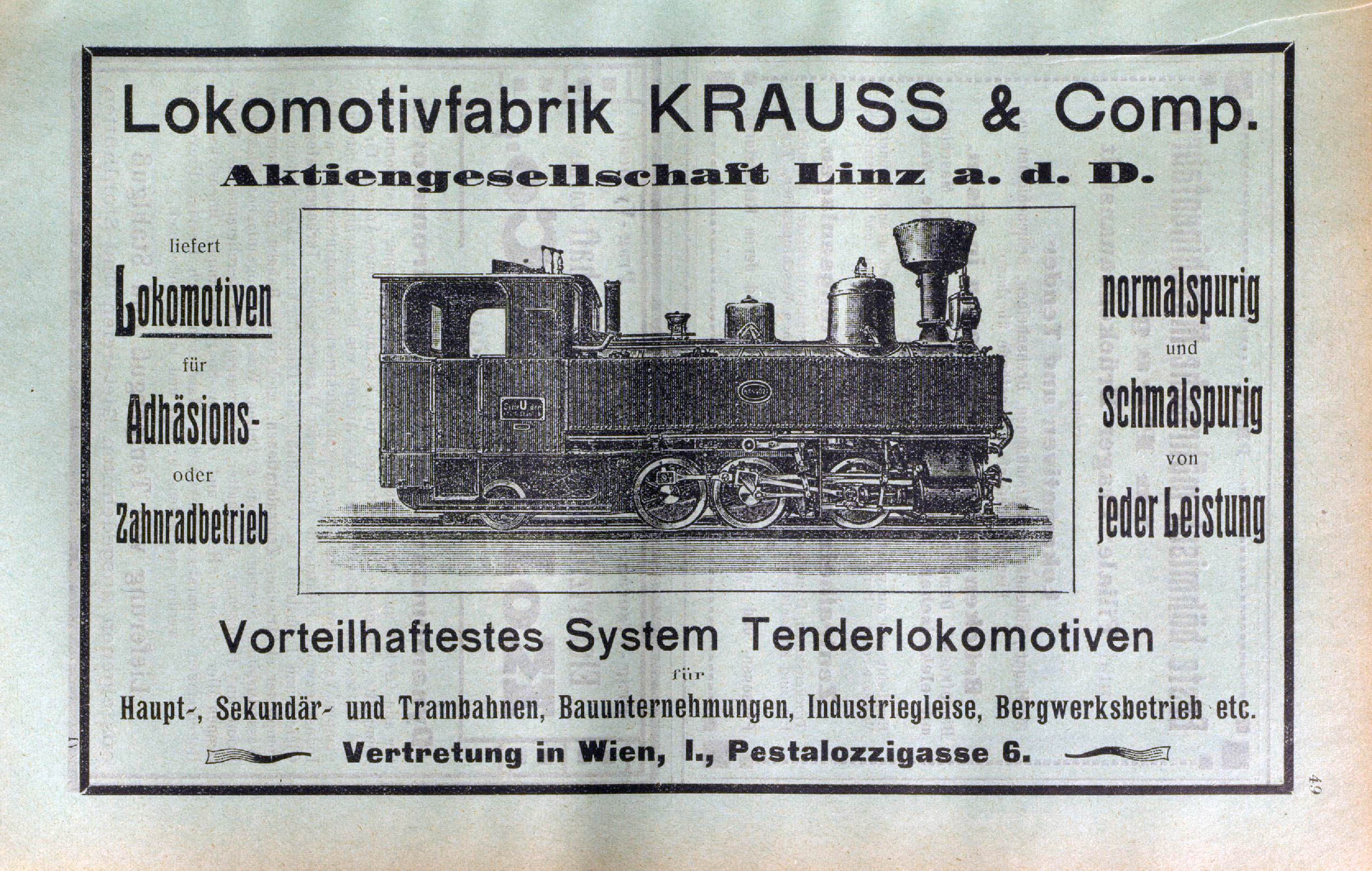
Werbeanzeige 1913

Nach der Übernahme wurden auch normalspurige Elektrolokomotiven und Triebwagen für die Österreichische Bundesbahnen (BBÖ) gebaut. Die Wirtschaftskrise in der zweiten Hälfte der 1920er Jahre bedeutete den Niedergang von Krauss Linz. In Österreich kam es, bedingt durch die Auswirkungen der Wirtschaftskrise, zu einem Konzentrationsprozess der Lokomotivindustrie. Von den noch 1929 bestehenden vier Lokomotivfabriken auf dem Gebiet der Republik Österreich (Wiener Lokomotivfabrik Floridsdorf, Wiener Neustädter Lokomotivfabrik, Lokomotivfabrik der StEG und Krauss Linz) sollte es nach 1930 nur mehr die WLF geben. Die OEVA verkaufte die Linzer Fabrik im selben Jahr an Floridsdorf, der Kaufpreis betrug 1,65 Millionen Schilling in Aktien und 1,2 Millionen Schilling in Bar. Die WLF legte die Lokomotivfabrik Krauss & Comp. mit sofortiger Wirkung still und transferierte die brauchbaren Maschinen in ihr Werk. Die letzte in Linz gebaute Lokomotive war die Lokomotive Nummer 5 GERLOS der Zillertalbahn (entsprechend der Reihe Uh der BBÖ) mit der Fabriknummer 1521. Die Fertigung der elektrischen Lokomotiven der BBÖ-Reihe 1670 wurde nach Floridsdorf verlagert.
Waren bis 1921 die Fabriksnummern des Linzer Werkes gemeinsam mit jenen von Krauss München zusammengefasst, wurde in jenem Jahr eine getrennte Zählung für das Linzer Werk eingeführt. Von der Gründung 1880 bis zur Schließung im Jahr 1930 wurden In Linz insgesamt 1521 Lokomotiven gebaut.
In die leerstehenden Werkshallen der Linzer Lokomotivfabrik zog 1936 die Elektro Bau AG (EBG) ein. Ein Teil der im Krieg schwer beschädigten Fabrikanlagen im Linzer Stadtteil um den Bulgariplatz (Kraußstraße) existiert noch heute.

### Bau und Betriebsführung von Lokal- und Werksbahnen
Auch im Bau und Betrieb von Bahnstrecken war die Lokomotivfabrik Krauss & Comp. Linz tätig, sie baute und betrieb von 1880 bis 1892 die normalspurige Kremstalbahn Linz – Kremsmünster (- Klaus). Diese wurde später von den k.k. Staatsbahnen übernommen und zur Gebirgsbahn Pyhrnbahn ausgebaut. Für die Kremstalbahn wurden von Krauss auch eigene Lokomotiven konstruiert und gebaut, die Fabrik besaß zu dem einen direkten Anschluss an die Bahn.
Ferner wurde von 1891 bis 1897 der Betrieb der schmalspurigen Kohlenbahn Wolfsegg-Breitschützing (im Hausruck) der WTK, welche die noch von der Pferdebahn Budweis-Linz-Gmunden herrührende seltene Spurweite von 1106 mm aufwies, geführt. Für diese Bahn baute Krauss auch C-Kuppler – Tenderloks, zuletzt 1908 die heute noch erhaltene Lok „Anna“ (Fabriknummer 5867).

#### Dampftramway-Gesellschaft vormals Krauss & Comp. (DTKC)
Als Absatzmöglichkeit ihrer Produkte erkannte die Firma – analog zum Münchner Stammhaus – auch die Möglichkeit zum Bau und Betrieb von Dampftramway-Strecken in und um Wien. Als erstes nahm die DTKC die südliche Strecke von Hietzing über Mauer und Perchtoldsdorf nach Mödling schrittweise zwischen 1883 und 1887 in Betrieb. Im Jahre 1886 folgte die nördliche Strecke von der heutigen Salztorbrücke über den Gaußplatz und die Floridsdorfer Brücke nach Stammersdorf bzw. Groß-Enzersdorf. Betrieben wurden sie mit kleinen, zwei- und dreiachsigen Straßenbahnlokomotiven, es wurde Personen- und Güterverkehr angeboten, welcher vor allem der Versorgung Wiens mit Lebensmitteln diente.
Die Stammersdorfer Linie wurde 1903 bis Auersthal und später nach Groß-Schweinbarth verlängert (siehe Stammersdorfer Lokalbahn), wofür zwei eigene Dreikuppler-Lokalbahnloks angeschafft wurden. Die Dampfstraßenbahn konnte sich jedoch nur auf diesen Außenlinien durchsetzen, innerstädtisch waren die Rauchplage und der mangelnde Fahrkomfort Grund für den mangelnden Erfolg der Unternehmung. Nach Querelen mit der Stadt Wien wurden die Linien 1907 an die Gemeinde Wien – Städtische Straßenbahnen abgegeben und von diesen noch einige Zeit als Dampftramway weiter betrieben. Schrittweise erfolgte bis 1922 die Umstellung auf elektrischen Betrieb samt Integration in das Wiener Straßenbahnnetz.

## Produkte
Wurden anfänglich Münchner Konstruktionen nachgebaut, wurde das Linzer Werk bereits sehr früh eigenständig und schuf eigene Entwicklungen in Schmal- und Normalspur. Auch ist bereits früh eine eigenständige Linie in der Gestaltung der Lokomotiven erkennbar. Die Produktpalette der Firma war äußerst vielfältig und reichte von kleinen Feldbahn- und Grubenloks bis zu Vollbahn-Schnellzug-Tenderloks und Elektrolokomotiven.

### Schmalspurloks

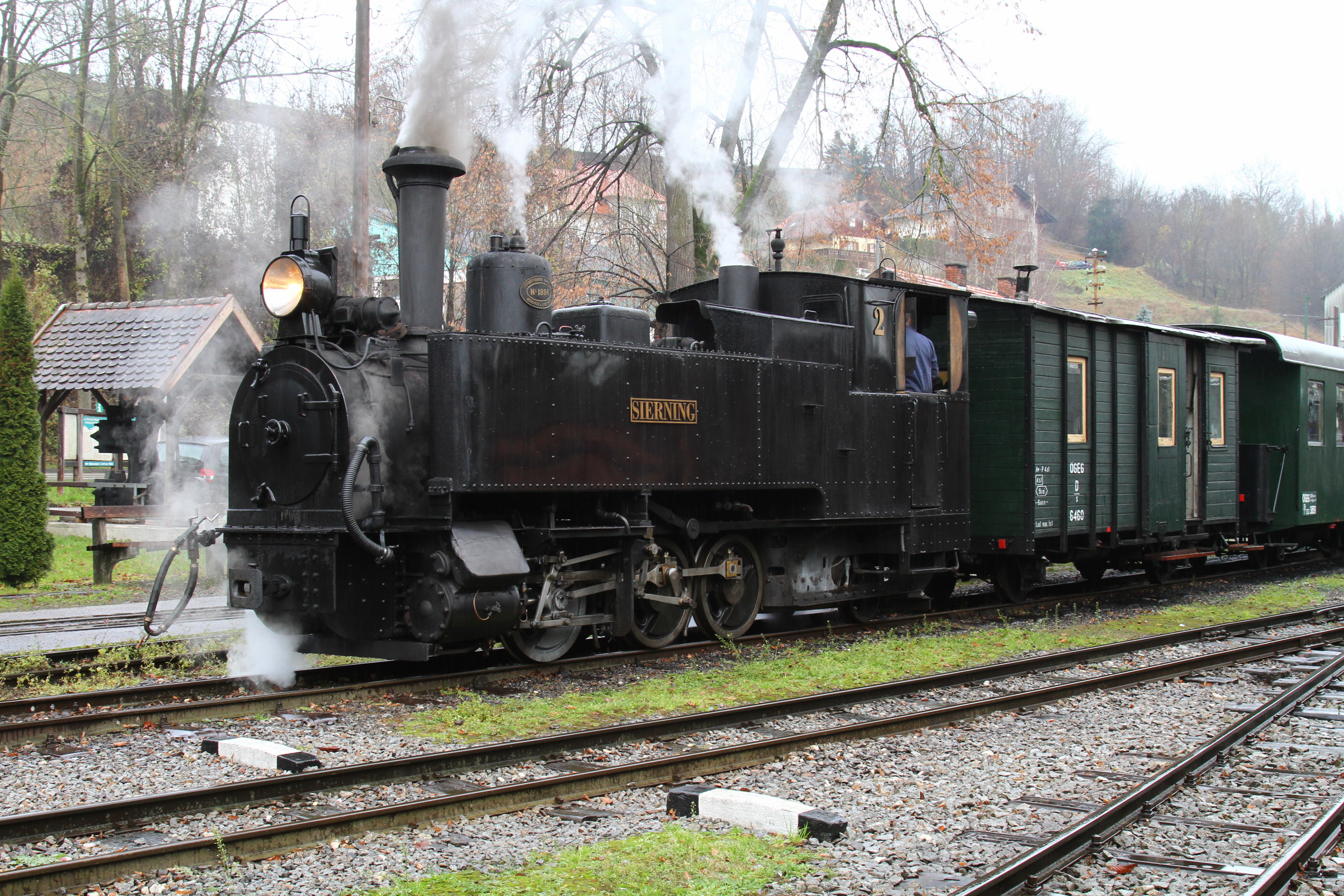
Steyrtalbahn Nr. 2 (1889)

Vor allem bei den schmalspurigen Lokomotiven erreichte Krauss Linz Weltruhm. Bereits 1889 lieferte man die ersten C´1-Loks der Steyrtal-Type, eine dreifach gekuppelte Tenderlokomotive, deren letzte Treibachse mit der Nachlaufachse zu einem Krauss-Helmholtz-Lenkgestell zusammengefasst war. Dies sorgte für eine besonders gute Bogenläufigkeit. Auch an die Lokalbahn Mori-Arco-Riva und die Salzkammergut-Lokalbahn wurden solche Maschinen geliefert, die bei der SKGLB bis zur Einstellung 1957 fast unverändert ihren Dienst versahen.
Schon 1892 baute man für die SKGLB und die Steiermärkischen Landesbahnen kleine Zweikuppler, von denen die durch ihr LGB-Modell bekannt gewordene Stainz 2 die bekannteste Vertreterin ist.
Die Steyrtal-Type entpuppte sich als sehr gelungene Konstruktion, die 1894 für die StLB zur Reihe U (Unzmarkt, Ausgangspunkt der Murtalbahn) weiter entwickelt wurde. Die U sollte mit einer Stückzahl von 59 Exemplaren die meistgebaute österreichische Schmalspurlokomotive werden. Auf dem erfolgreichen Fahrgestell bauten mit gewissen Abänderungen schließlich noch die Typen NÖLB Uv (mit Verbundtriebwerk), NÖLB Uh und BBÖ Uh (Heißdampfloks) auf.
Für die von den kkStB betriebene Pinzgauer Lokalbahn entwickelte man die kleinen C-Kuppler der Reihe Z (Zelt am See), welche auch auf der Thörlerbahn der StmLB fuhren. Für die Gurktalbahn wurden 1898 die kleinen Lokomotiven der Reihe T (Treibach-Althofen) konstruiert und 1898 unter Mitwirkung von Karl Gölsdorf die C´2-Verbundmaschinen der Ybbstalbahn-Reihe Yv. 1900 wurden, ebenfalls unter Mitwirkung von Gölsdorf, die meterspurigen Stütztenderloks der Innsbrucker Mittelgebirgsbahn entworfen. Für die Lokalbahn Triest–Parenzo wurden 1911 die Maschinen der Reihe P konstruiert, die FS ließ 1922 sechs Stück bei Reggiane nachbauen. Drei Lokomotiven wurden 1926 von Krauss auch an die Lokalbahn Ruprechtshofen-Gresten der BBÖ geliefert. Ab 1924 wurden von Linz auch drei Exemplare der für die Vellachtalbahn konstruierten, leistungsfähigen Fünfkuppler (mit kombiniertem Innen- und Außenrahmen) der Reihe Kh (Kühnsdorf Heißdampf) gebaut, zwei Stück davon wurden an die StLB zur Murtalbahn geliefert.
Krauss/Linz konstruierte und baute zudem sämtliche Loktypen für die Bosnisch-Herzegowinische Staatsbahnen, begonnen 1881 mit ersten Loks für die k. u. k. Bosnabahn. Aufgrund der krümmungsreichen Streckenführung war von den Konstrukteuren in Linz einiges an Kreativität gefragt: Sie schufen die Stütztender-Maschinen der Reihe IIIa4 mit dem komplizierten Klose-Triebwerk, welche später um die weiterentwickelten Loks der Reihe IIIa5 ergänzt wurden. 1894 wurden zum ersten Mal Schmalspur-Schnellzugslokomotiven der Reihe IIa4 mit einer Höchstgeschwindigkeit von 60 km/h gebaut. Mit den Güterzuglokomotiven der Reihe IVa5 schuf Linz eine bewährte Type, die über einen Zeitraum von 45 Jahren von verschiedenen Fabriken geliefert wurde. Als Höhepunkt der für Bosnien konstruierten Lokomotiven gilt die Reihe IIIb5, eine 1´C´1 Schnellzugslokomotive mit Außenrahmen und einer Höchstgeschwindigkeit von 55 km/h. Eine dieser später als JZ 73 gereihten Loks befindet sich heute im Besitz des Clubs 760.
Auf Basis der Bosnischen IVa5 entwickelte man 1905 die D´2-Stütztenderlokomotiven der Reihen Mh und Mv für die Mariazellerbahn. Trieb- und Fahrwerk stimmten größtenteils (bis auf den Stütztender) mit den bosnischen Loks überein. Diese leistungsstarken Maschinen wurden jedoch bereits 1910/11 von den elektrischen Loks der Reihe NÖLB E verdrängt. Diese mehrfach umgebauten Maschinen standen bis 2013 im täglichen Dienst und waren somit die dienstältesten Elektrolokomotiven weltweit. Sie fahren heute noch an Wochenenden mit dem Nostalgiezug „Ötscherbär“. Mit diesen Maschinen wurden noch heute gültige Konstruktionsprinzipien für den Bau elektrischer Lokomotiven eingeführt.

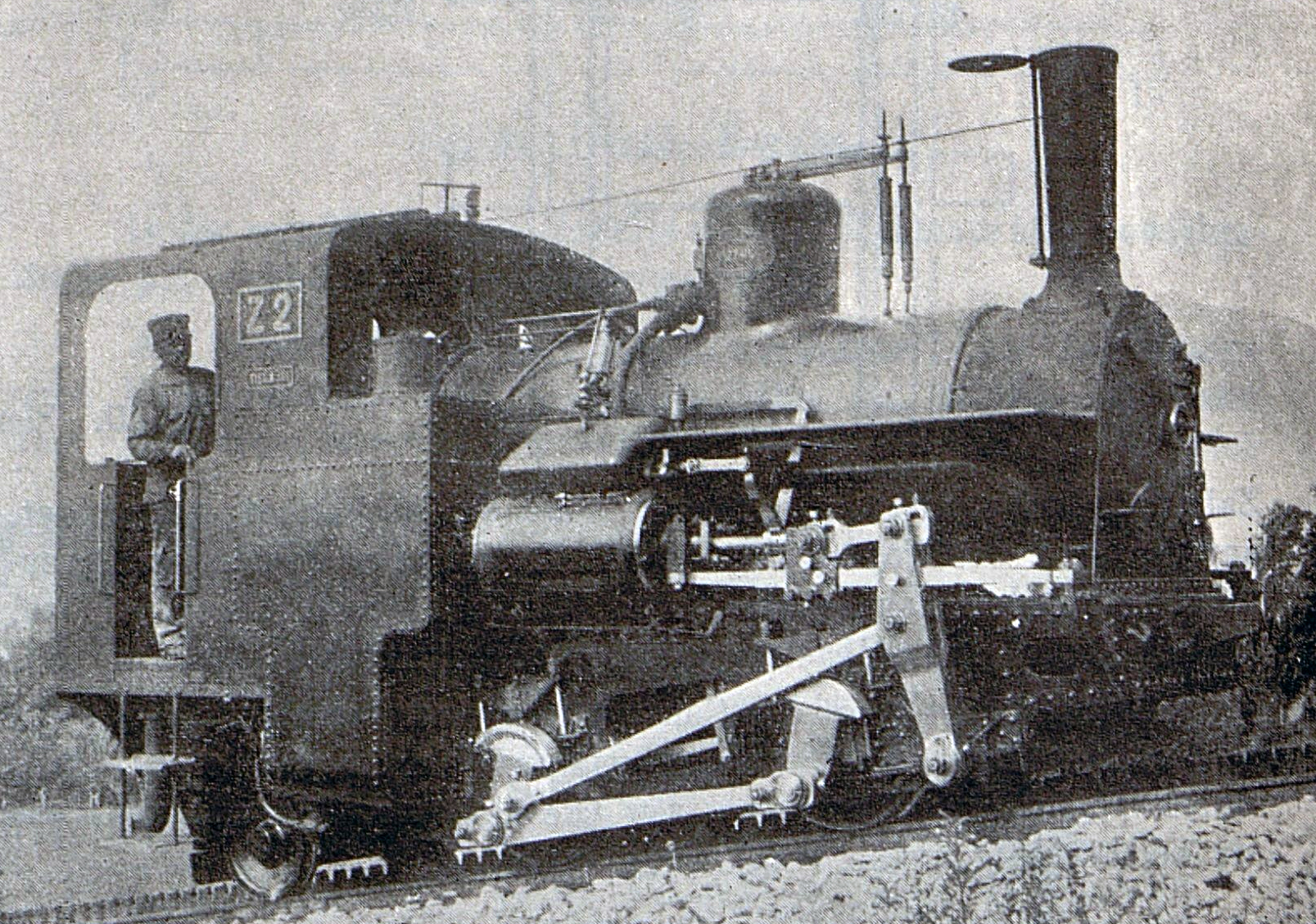
Zahnradlok der Schafbergbahn (1893)

#### Zahnradlokomotiven
1893/95 und 1896/1900 baute Krauss Linz die meterspurigen Zahnradlokomotiven der Reihen Z und Zz (ÖBB 999) für die Schafbergbahn und die Schneebergbahn nach Entwürfen von Roman Abt. Sie sollten die einzigen Zahnradlokomotiven aus Linz bleiben, da die Patente für das System Abt bei der Wiener Lokomotivfabrik Floridsdorf lagen.

### Normalspurige Lokomotiven

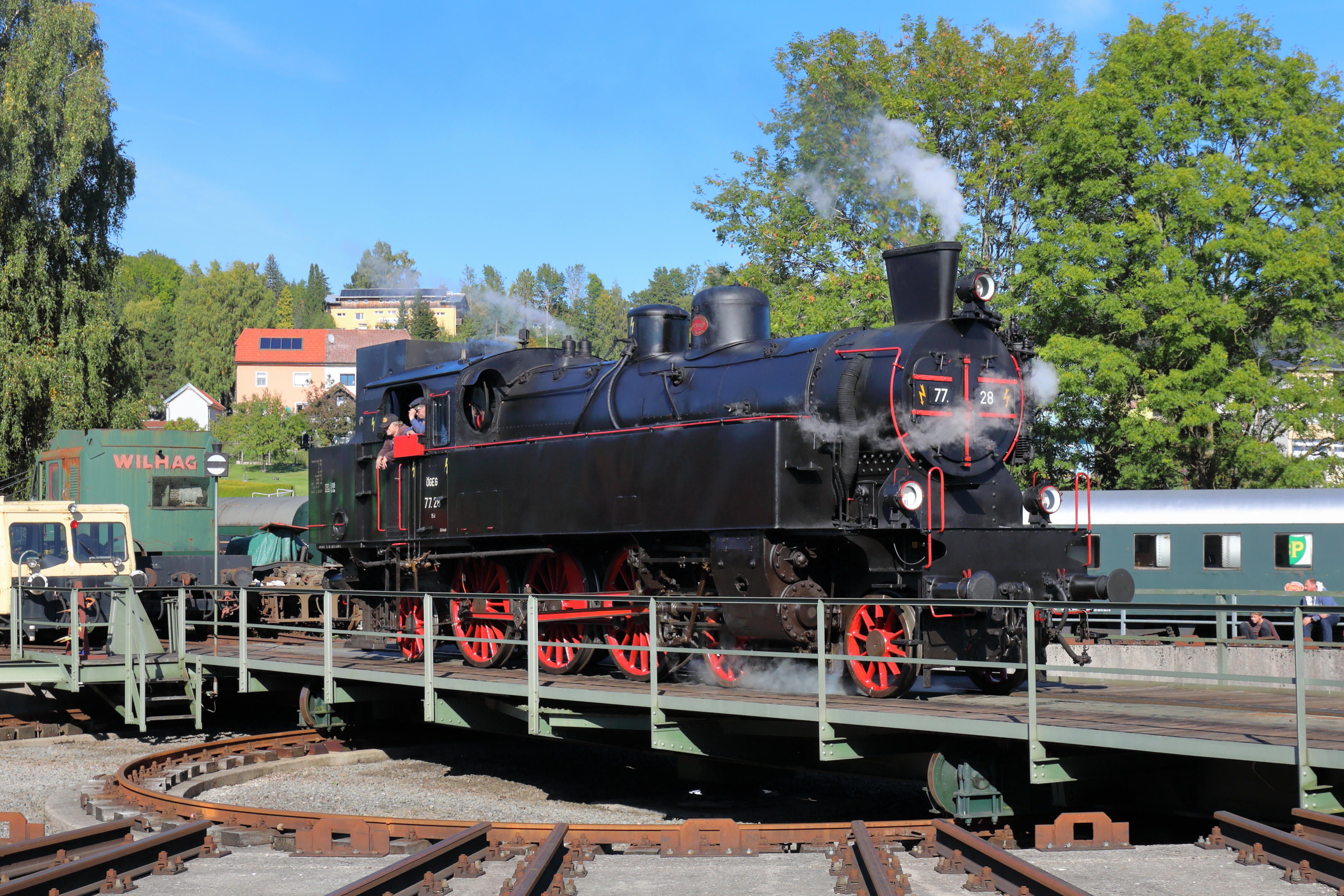
Dampflok der Baureihe 629 (Fabriksnummer 1183, Baujahr 1920)

Entsprechend ihrer Profession für Schmal- und Lokalbahnlokomotiven fertige Krauss in Linz vorwiegend kleinere Maschinen für Sekundärbahnen für die kkStB, die Niederösterreichischen Landesbahnen und verschiedene Privatbahnen beteiligt. Zu den von Krauss konstruktiv durchgearbeiteten und erstmals gebauten Lokomotiven zählen die von Karl Gölsdorf entwickelten Reihen kkStB 99 und kkStB 178, letztere wurde ursprünglich für die Schneebergbahn der EWA entwickelt.
„Paradepferd“ (Schmeiser) der Linzer Lokomotivfabrik in den 1920er Jahren (und größte dort gefertigte Personenzugslok) war die Reihe 629 (ÖBB 73). Die Linzer Exemplare waren anfänglich mit Caprotti-Steuerung ausgerüstet.

#### Elektrische Triebfahrzeuge

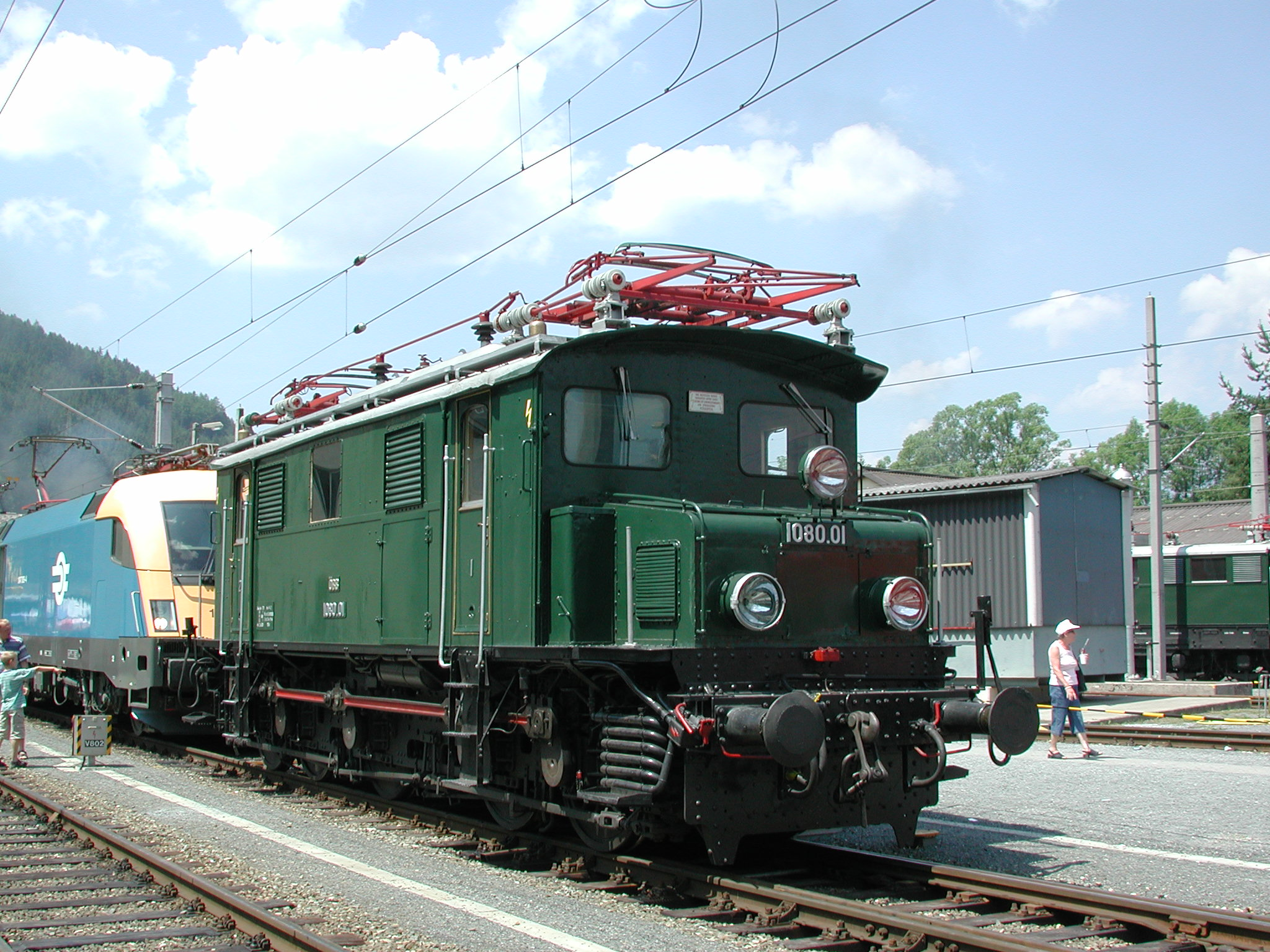
ÖBB 1080.01 für die Arlbergbahn, Elektrische Ausrüstung von Siemens-Schuckert

Zur Elektrifizierung der Arlbergbahn bekam Krauss Linz den Auftrag zur Lieferung von Güterzugslokomotiven, welche die bis dahin verwendeten Dampfloks der Reihen 80 und 180 ablösten sollten. Die ebenfalls fünffach gekuppelten Maschinen der Reihen 1080 und 1080.1 der BBÖ erwiesen sich als außerordentlich robust und waren von 1924 bis 1993 bei den Österreichischen Bundesbahnen im Einsatz, zuletzt im Verschub.
Nachdem auch die Talstrecken Innsbruck-Landeck und Bludenz-Bregenz mit Fahrdraht überspannt waren, baute Krauss ab 1925 die Schnellzugslokomotiven der Reihen 1570 und 1670. Diese wiesen eine außergewöhnliche Fahrwerksanordnung auf, bestehend aus einem führenden Drehgestell aus Laufachse und (größerer) Treibachse, zwei fest im Fahrwerk gelagerten Treibachsen und einem nachlaufenden Drehgestell aus Treibachse und Laufachse (Achsfolge (1A)'Bo(A1)' ). Da man sich über die Art der Antriebe noch im Unklaren war, experimentierte man mit einem Siemens-Vertikalantrieb mit stehenden Motoren und Antrieb über Kegelräder. Damit wurde der Einzelachsantrieb bei Vollbahn-Lokomotiven eingeführt. Die Lokomotiven erwiesen sich jedoch anfangs durch Probleme mit den Antrieben und den Fahrwerken als störungsanfällig und bewährten sich erst nach etlichen Umbauten.
Der Ölverbrauch der Vertikalantriebe musste zunächst ständig überwacht werden und galt als beträchtlich. Die Lokomotiven blieben bis 1983 im Dienst der ÖBB und fuhren vor allem in Westösterreich.
Für den Lokalverkehr in Salzburg, Vorarlberg, im Tiroler Inntal (Wörgl-Kufstein) und auf der Salzkammergutbahn baute Krauss mit der Reihe BBÖ ET 10 ihre einzigen Elektrotriebwagen. Die vierachsigen Fahrzeuge mit Tatzlagerantrieb erhielten anfangs wegen Überschreitung der zulässigen Achsmasse dreiachsige Drehgestelle (Achsfolge 3'(A1A)'´). Sie bewährten sich gut und fuhren bis 1973 vor allem in Raum Innsbruck.
Zu den letzten von Krauss in Linz gebauten Loktypen gehört die BBÖ 1170.1, sie wurde nach Schließung des Linzer Werkes von der WLF fertiggestellt.

## Galerie

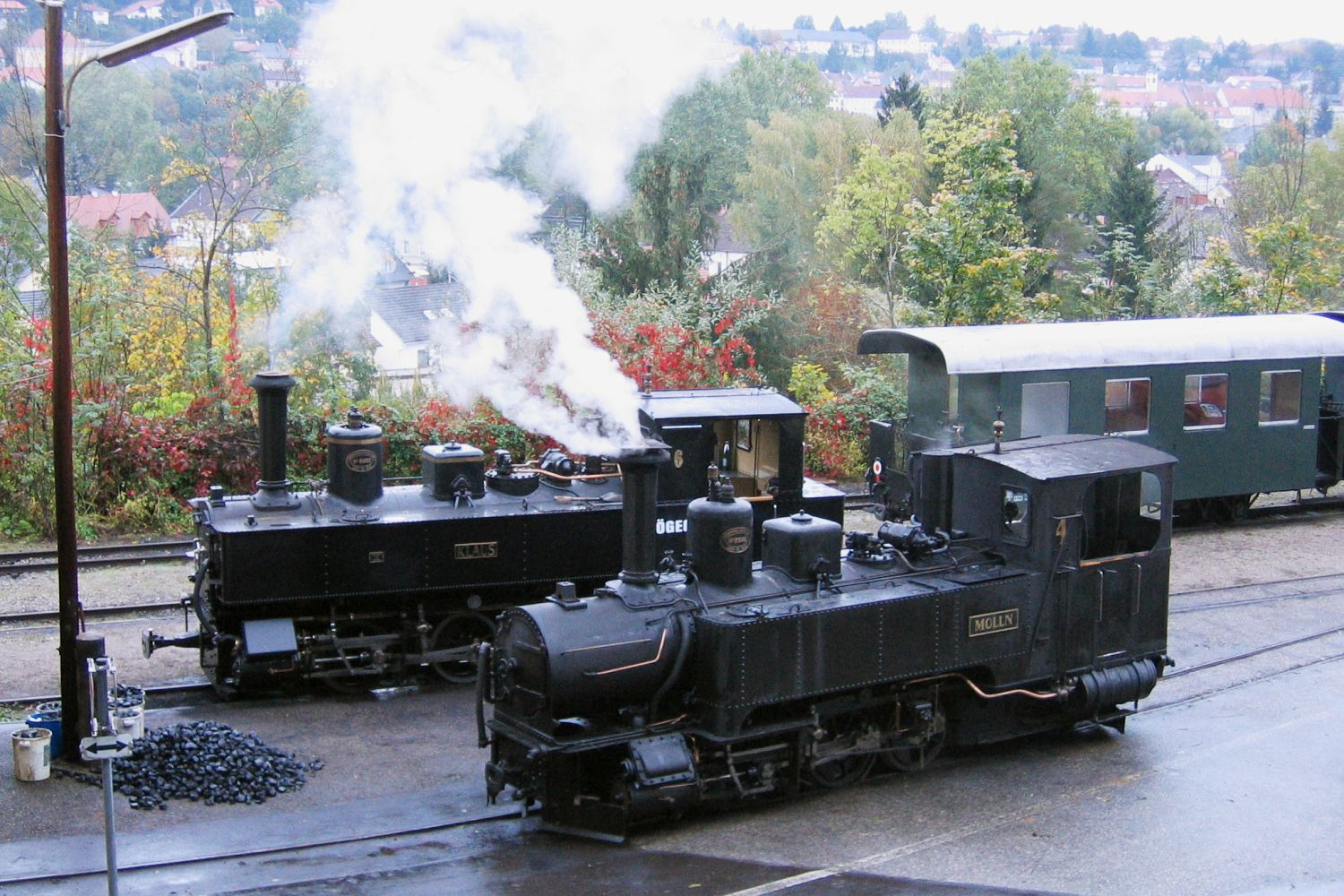
Zwei Loks der Steyrtal-Type, vorne Lok 4 „Molln“ (1890) und hinten Lok 6 „Klaus“ (1914).
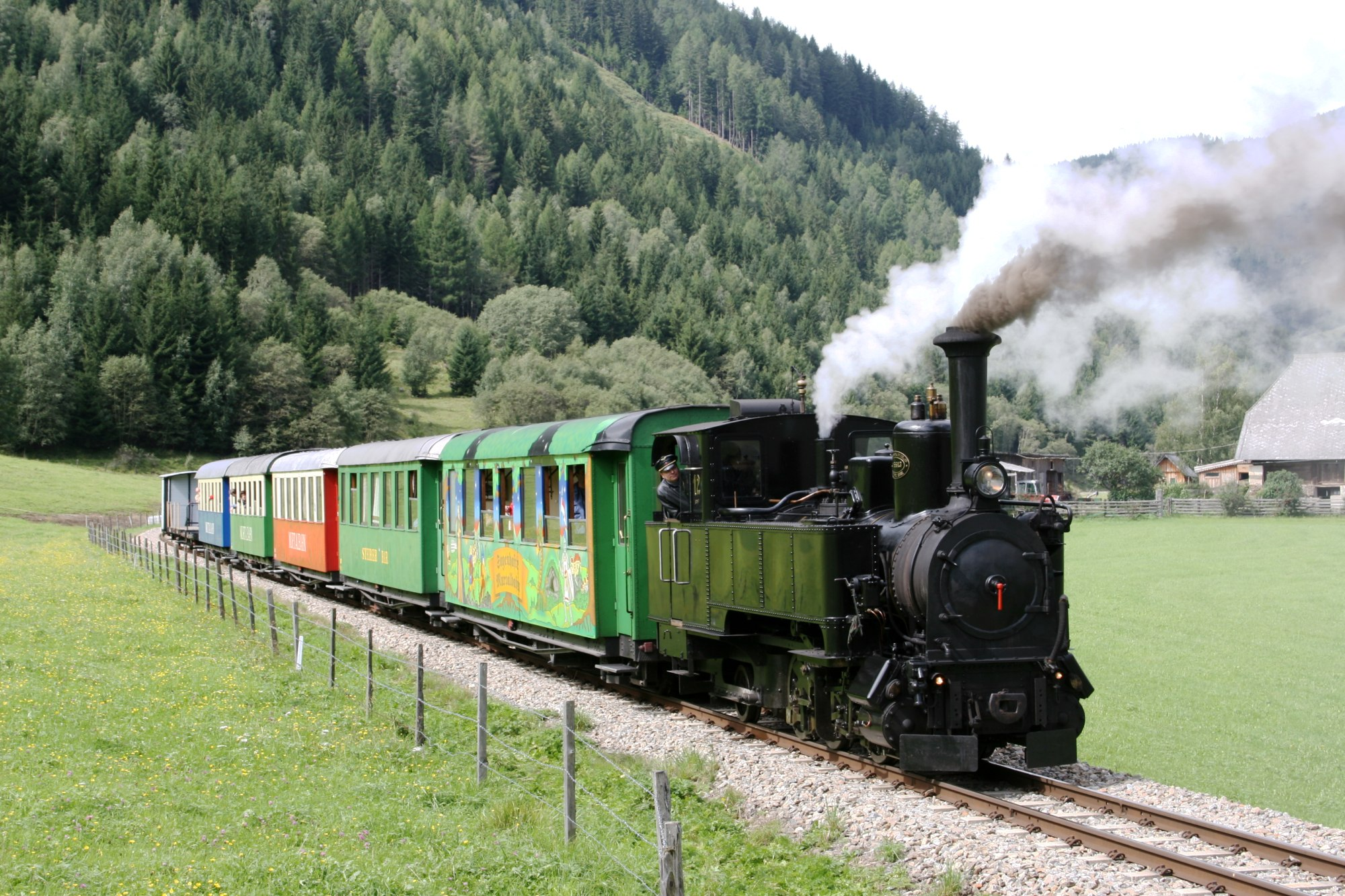
S 12 der Salzkammergut-Lokalbahn, hier auf der Murtalbahn
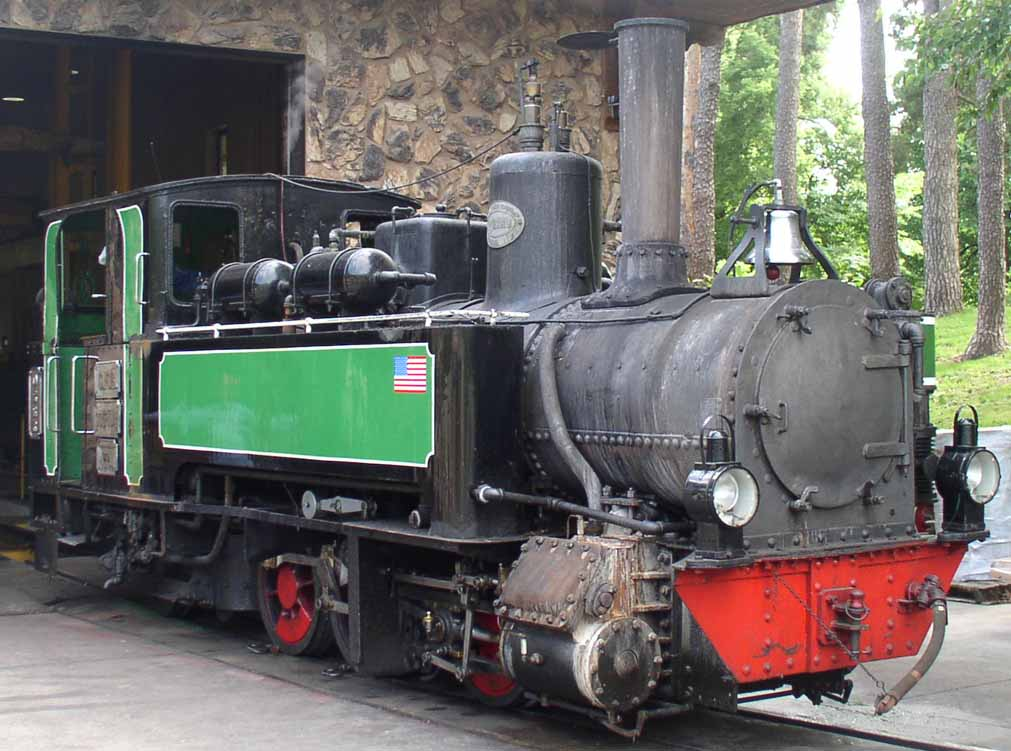
Lok 2 der Lokalbahn Mori-Arco-Riva (1891)
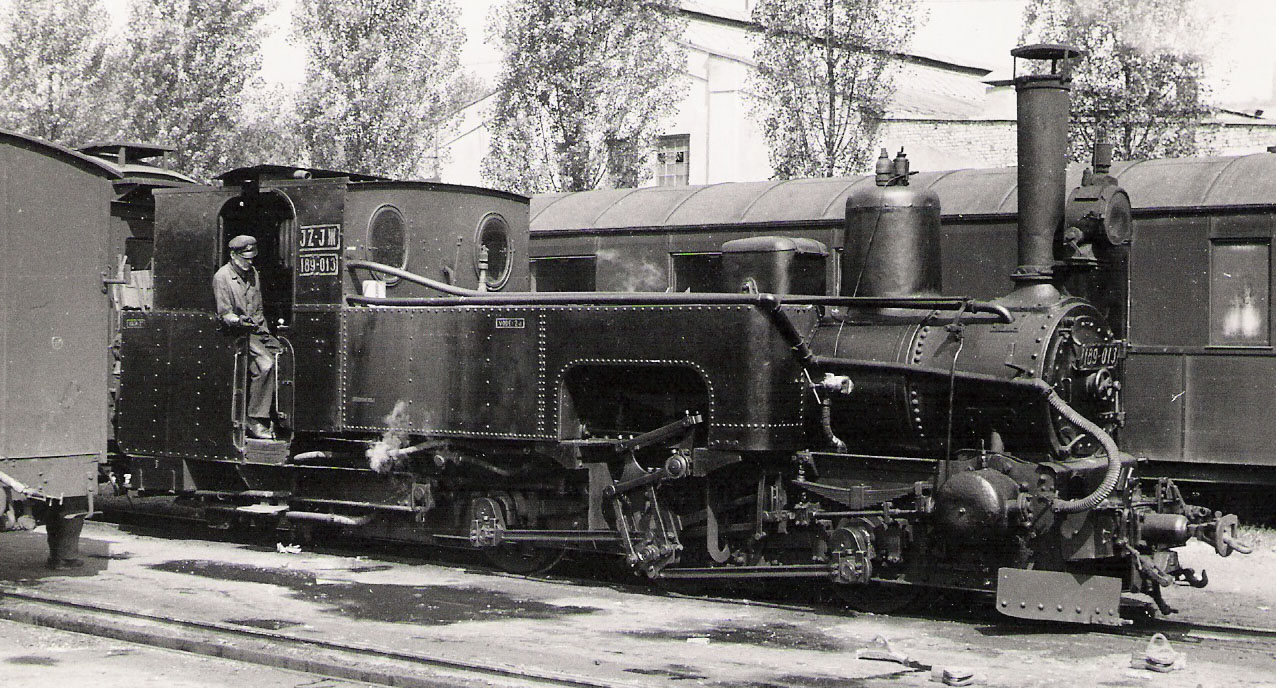
C´1-Stütztenderlok mit Klose-Triebwerk Reihe IIIa4  der k.k. Bosnabahn und Bosnisch-Herzegowinische Staatsbahn (geb. ab 1885)
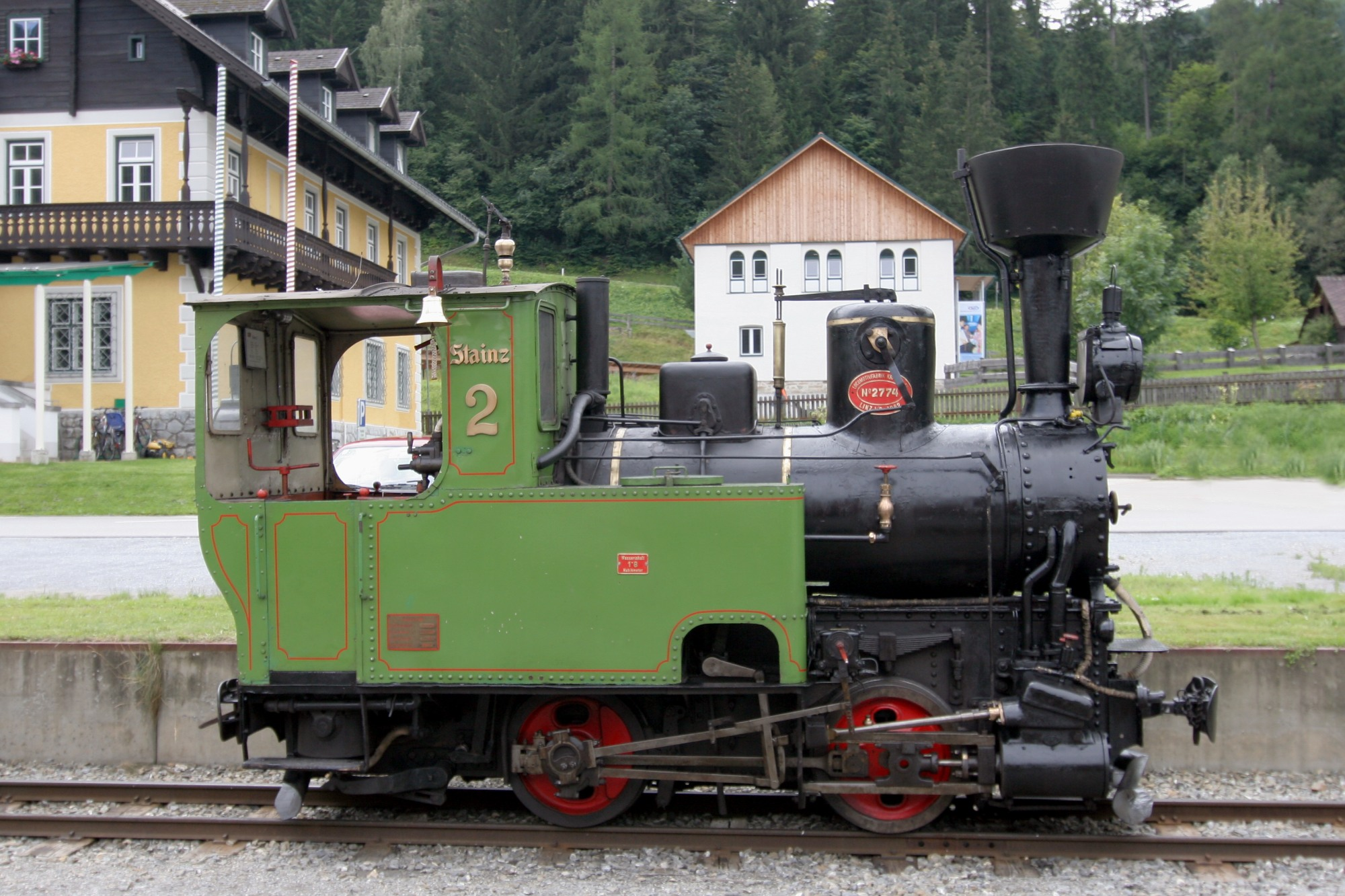
Lokomotive 2 „Stainz“ der Steiermärkischen Landesbahnen (1892) -  Modell und Logo der LGB-Gartenbahn.
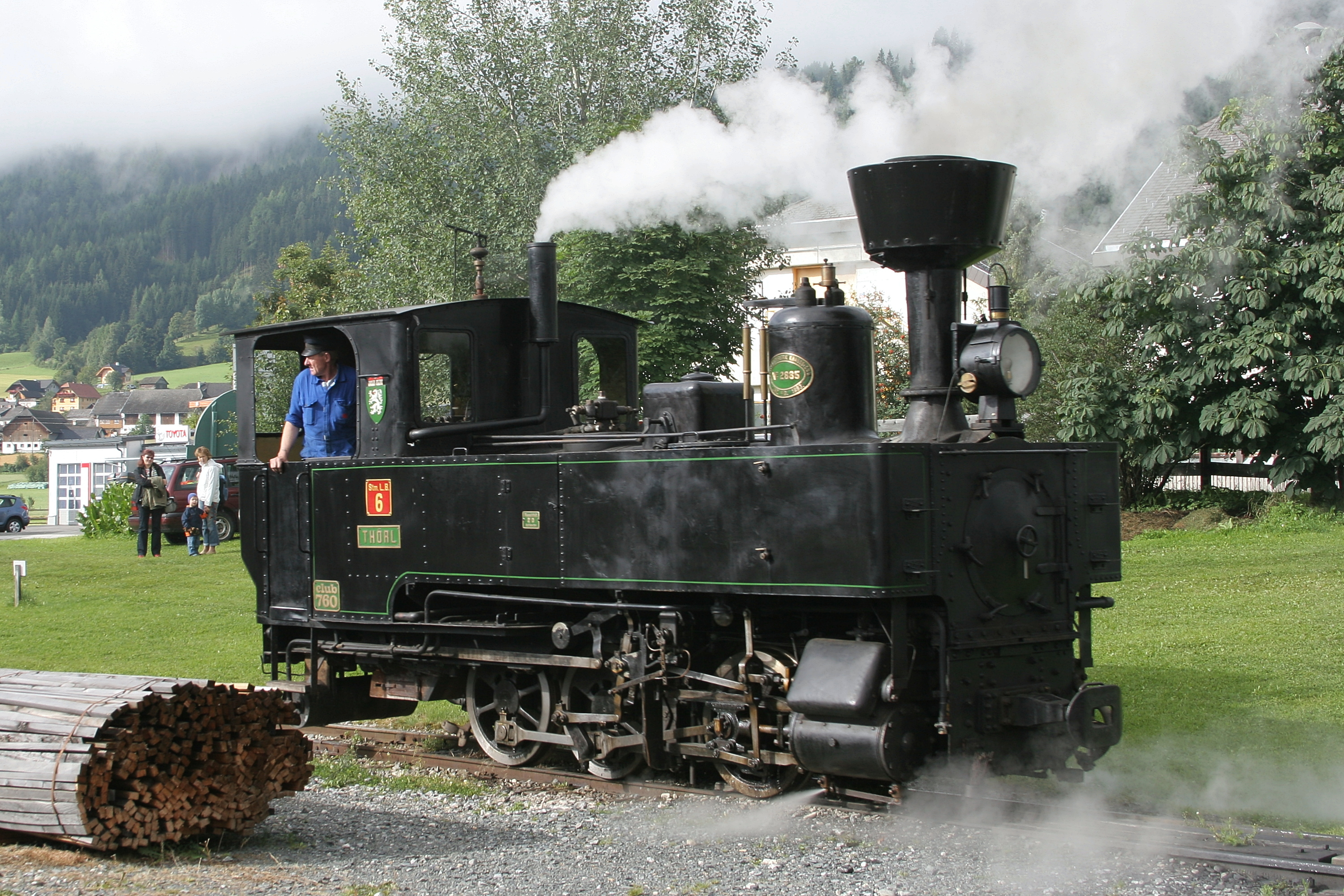
C-Kuppler Nr. 6 der Reihe Z (1893)
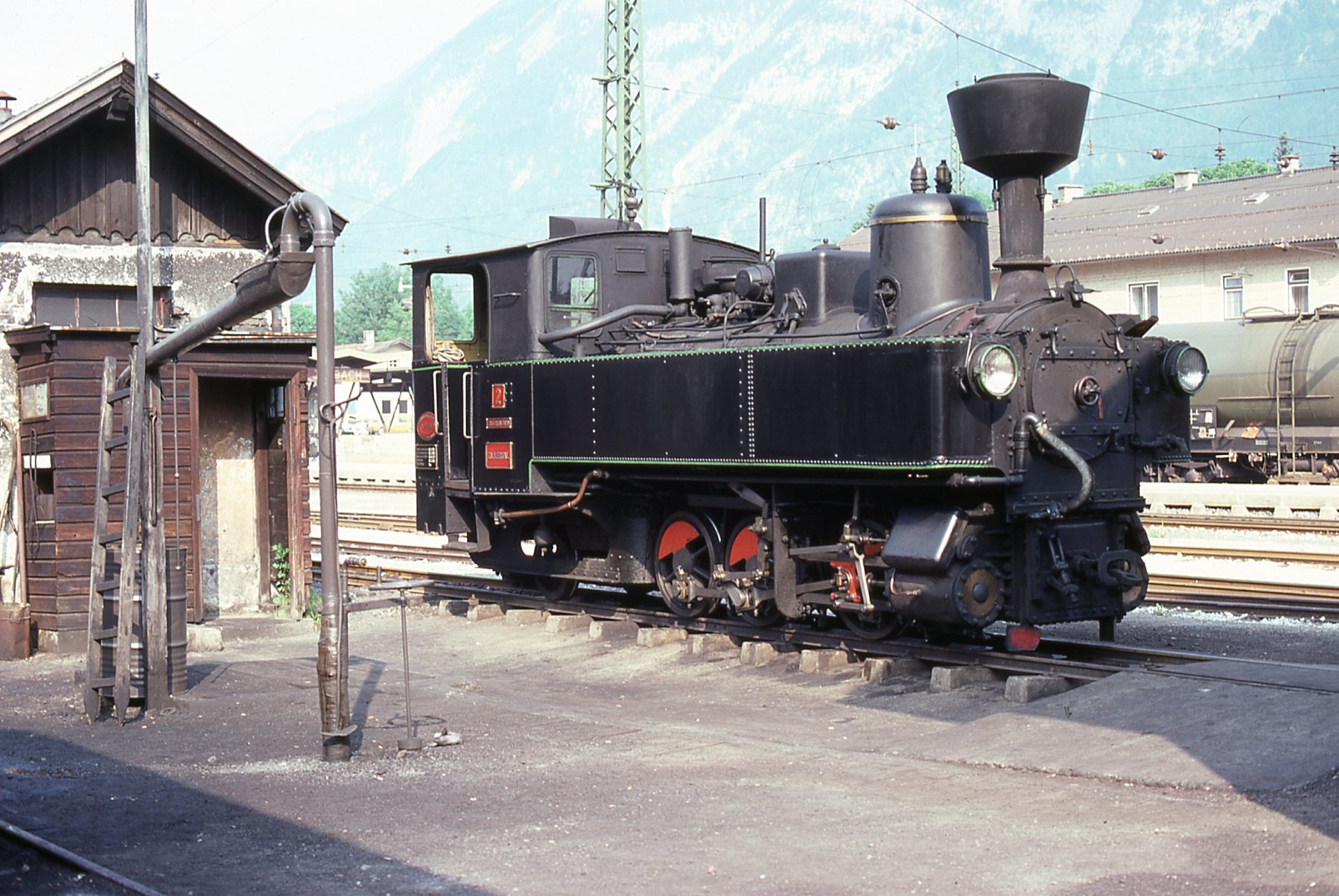
Lok 2 der Zillertalbahn (1902), typische Vertreterin der Reihe U
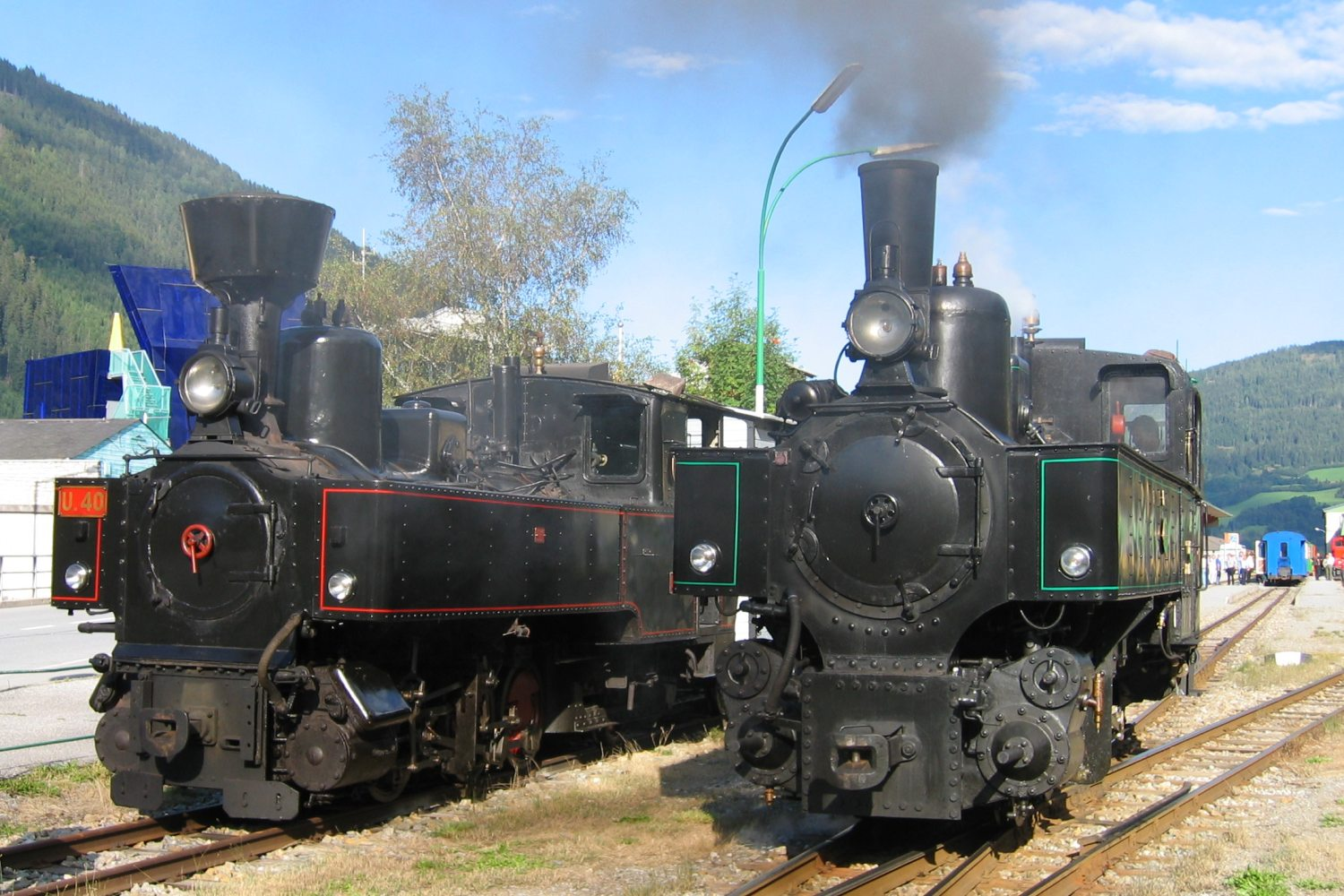
Vergleich zwischen Reihe U (links) und Bh.1 (ehemals Uh).
kkStB T für die Gurktalbahn (1898), verkleinerte Form der Reihe U
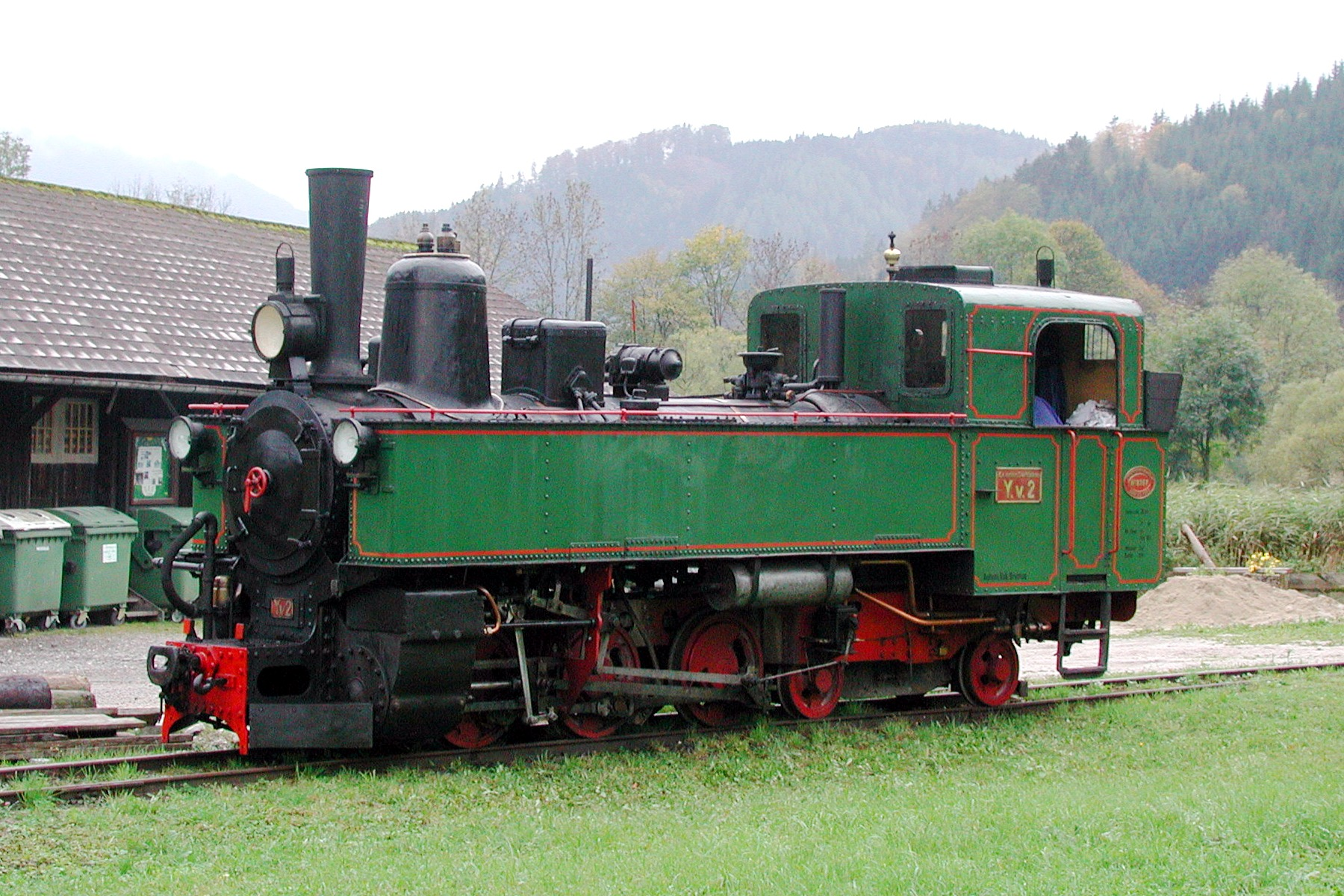
Verbundlok Yv2 von Karl Gölsdorf (1898), Drehgestell nach Plänen von Johann Rihosek umgebaut
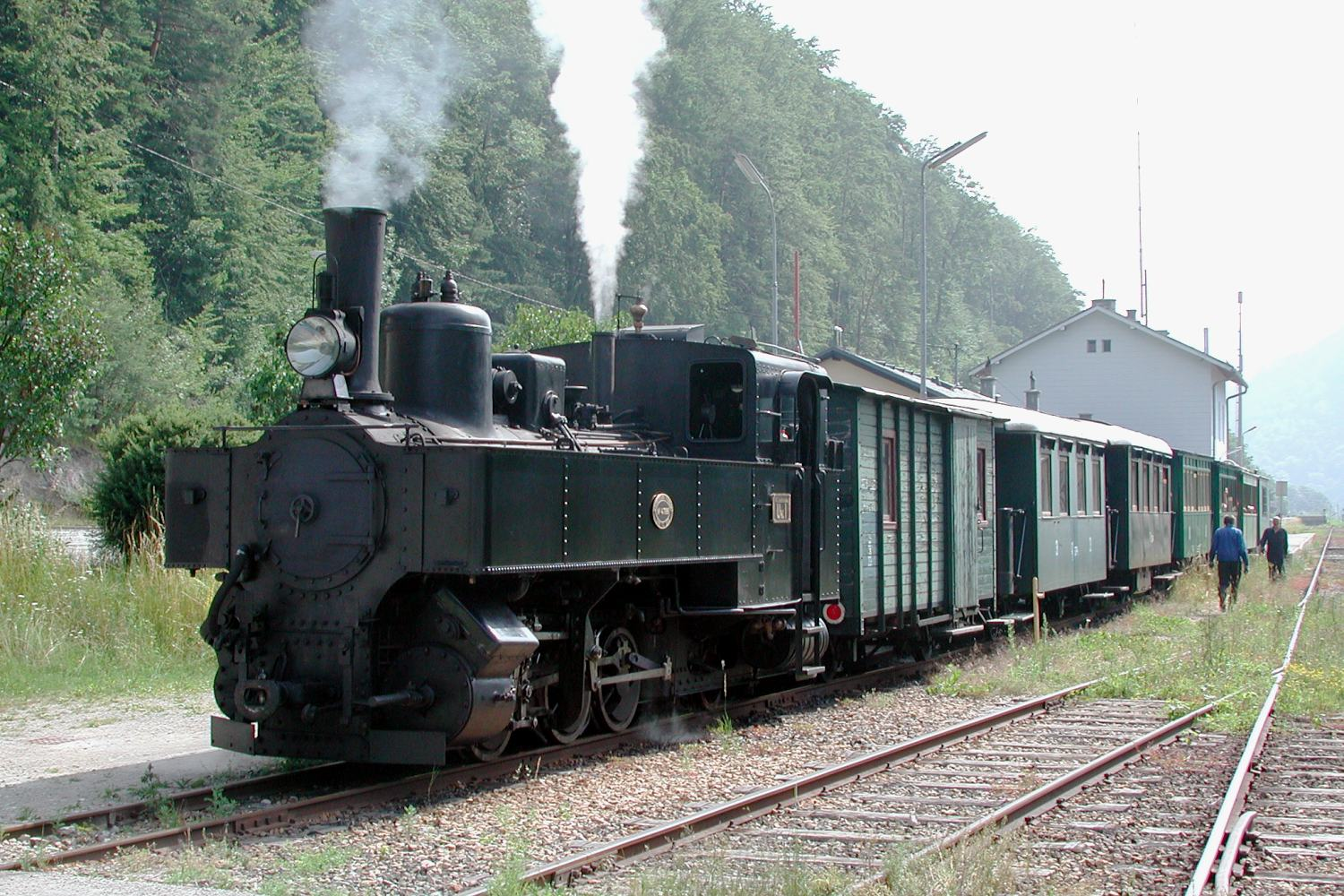
NÖLB Uv 1 (1902), heute bei der Ybbstalbahn-Bergstrecke
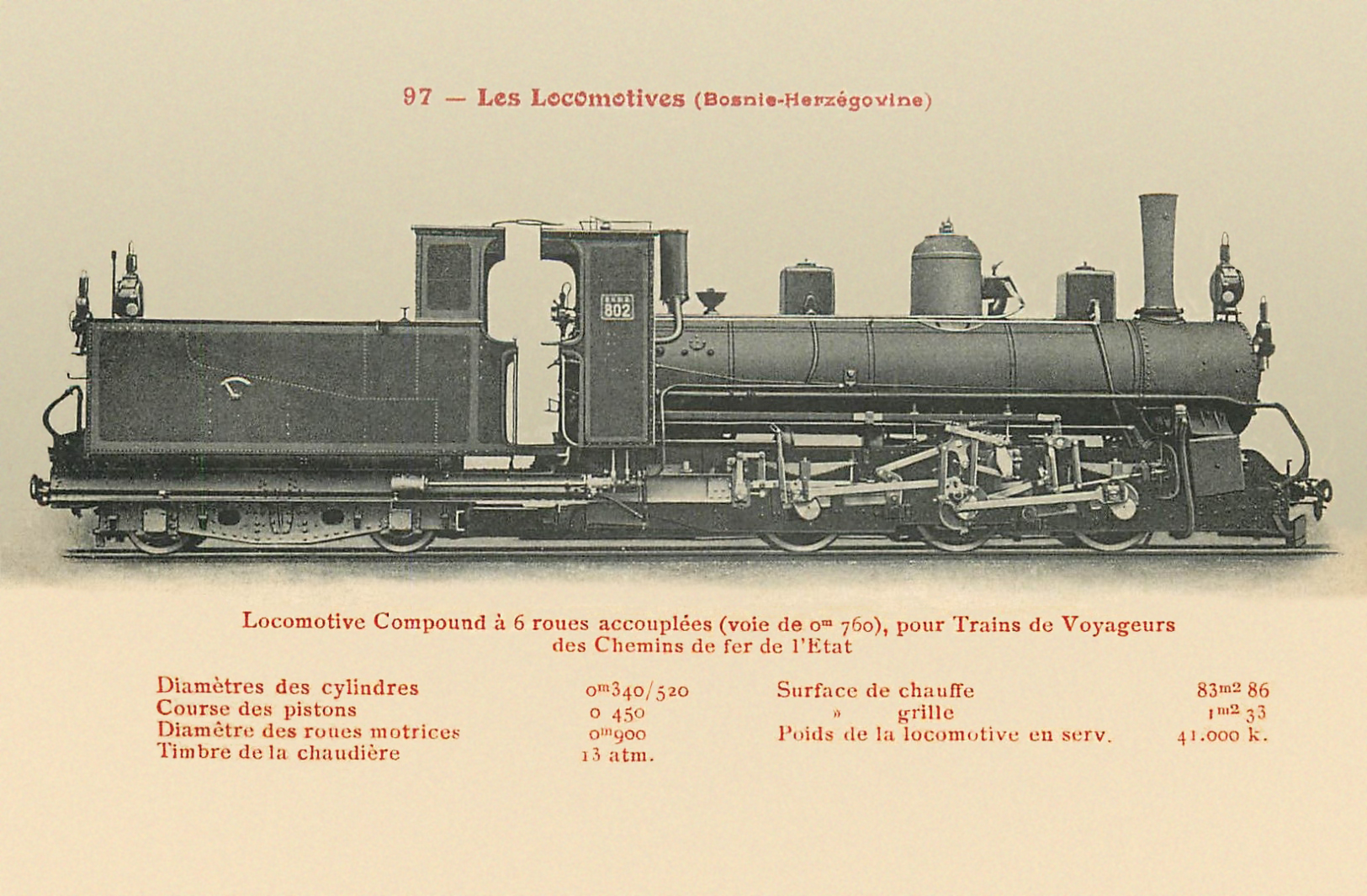
Reihe IIIa5 der BHStB (1901), Stütztender und Kessel sind ähnlich der Mh
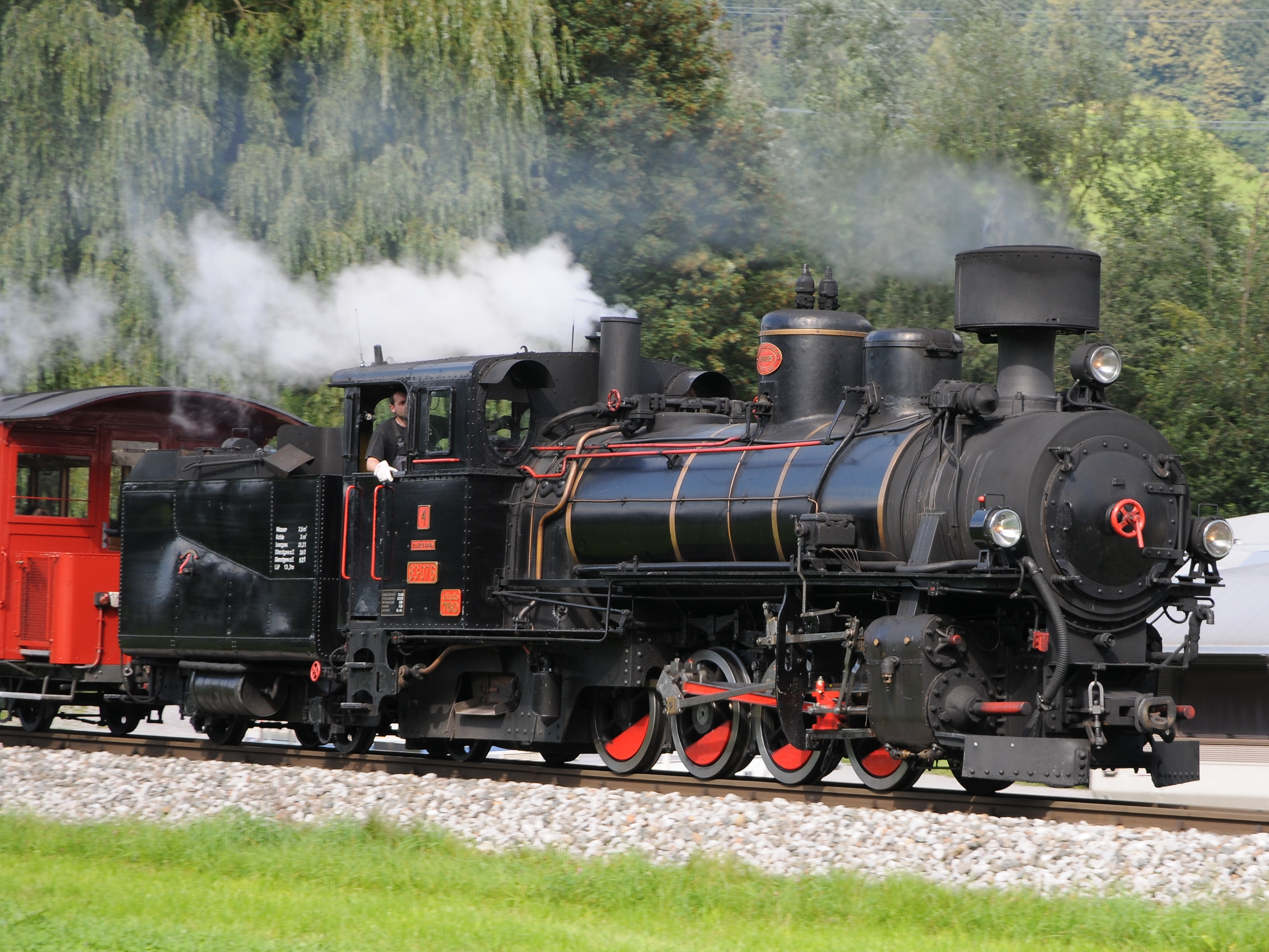
IVa5 1108 der Bosnisch-Herzegowinischen Landesbahnen (1909), heute Zillertalbahn Lok 4
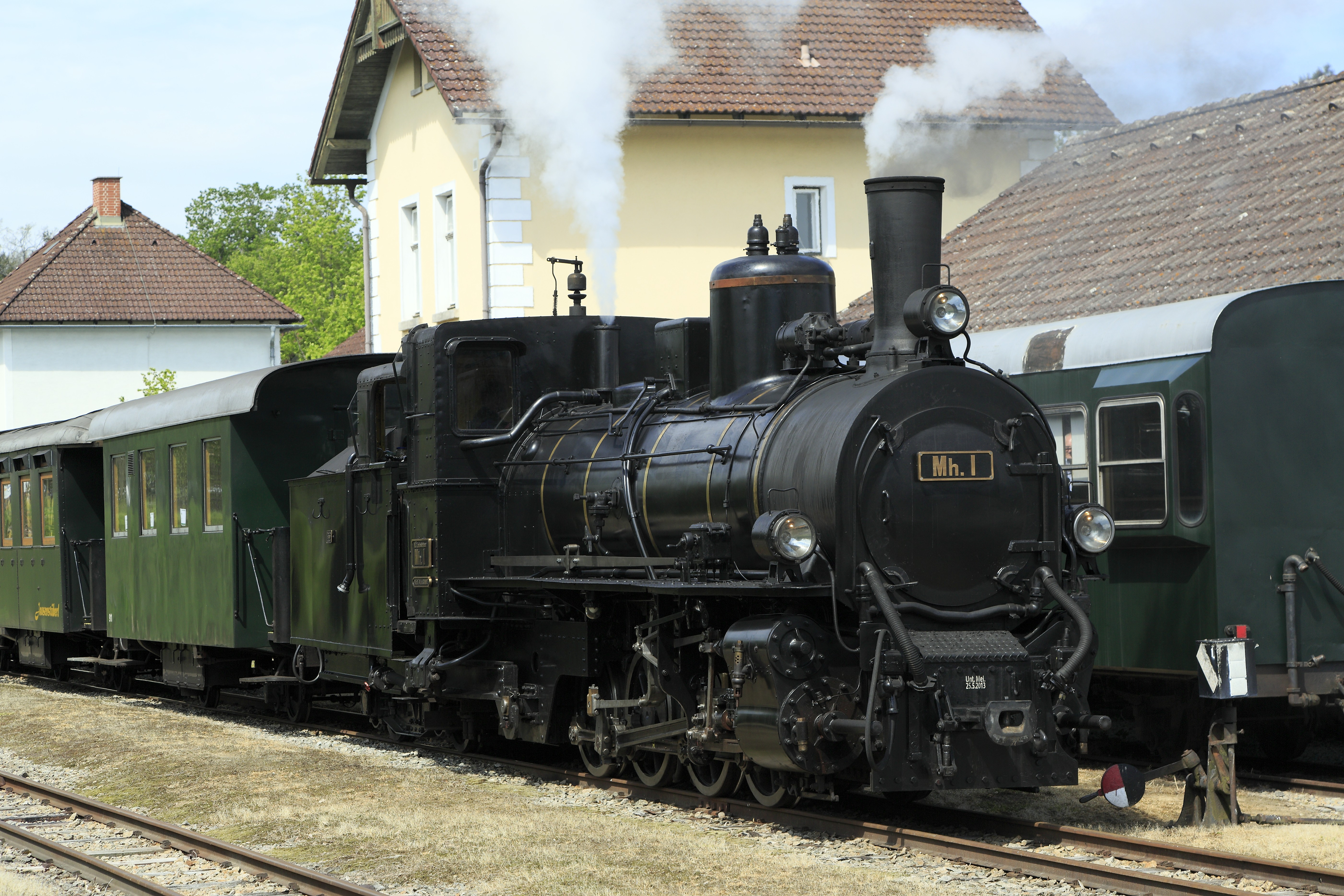
NÖVOG Mh.1, Weiterentwicklung der bosnischen IVa5 mit Stütztender für die Mariazellerbahn
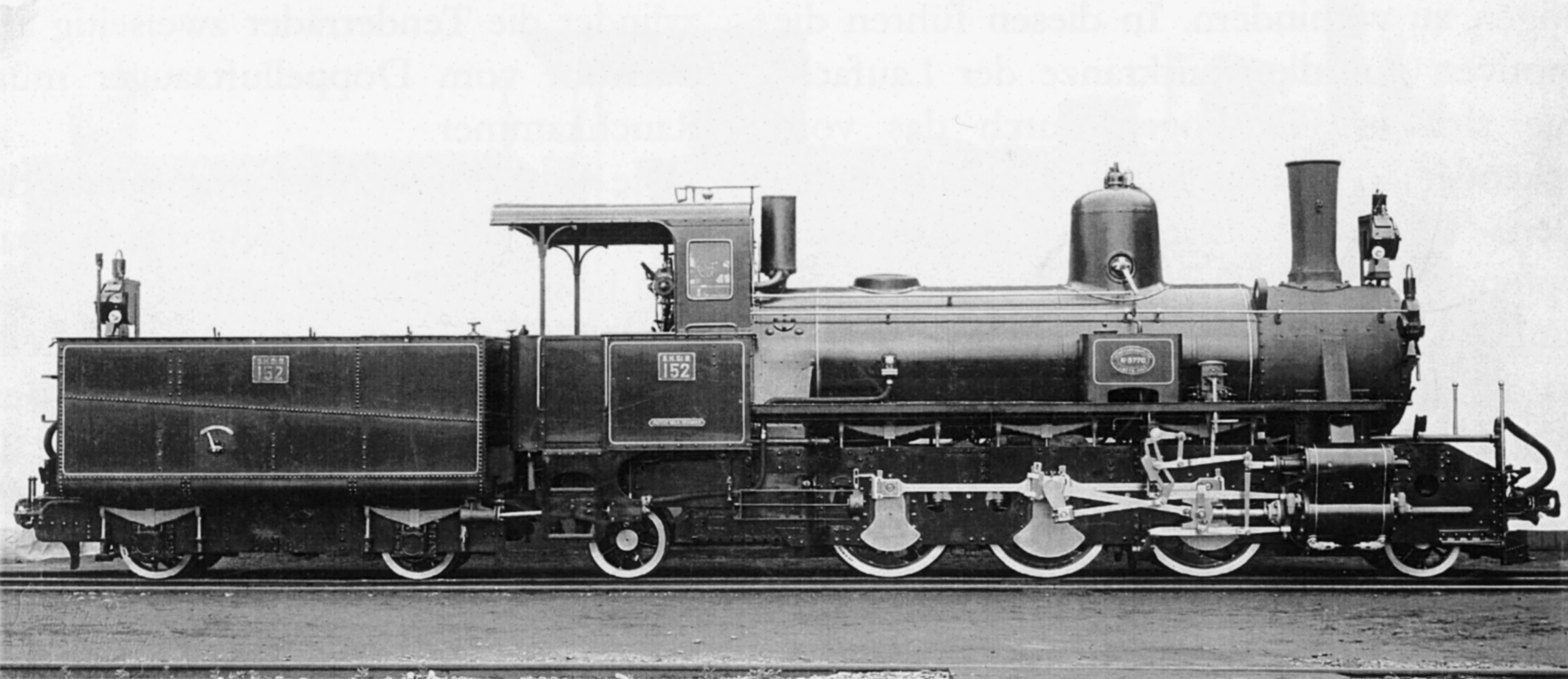
1´C´1 - Schnellzugslok Reihe IIIa4 der Bosnisch-Herzegowinischen Staatsbahnen (ab 1907), bis zu 55 km/h schnell
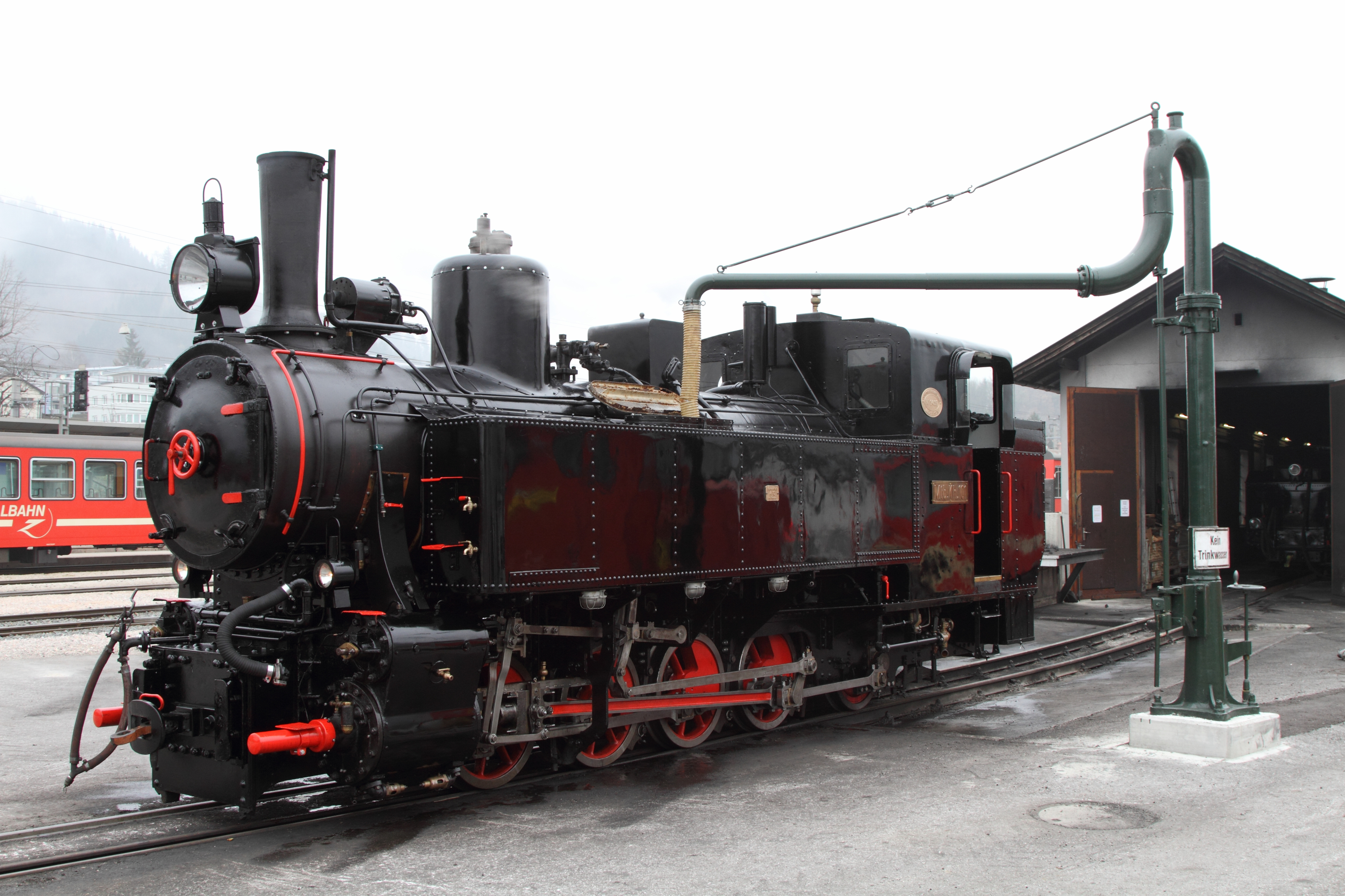
StLB Kh101 (1924)
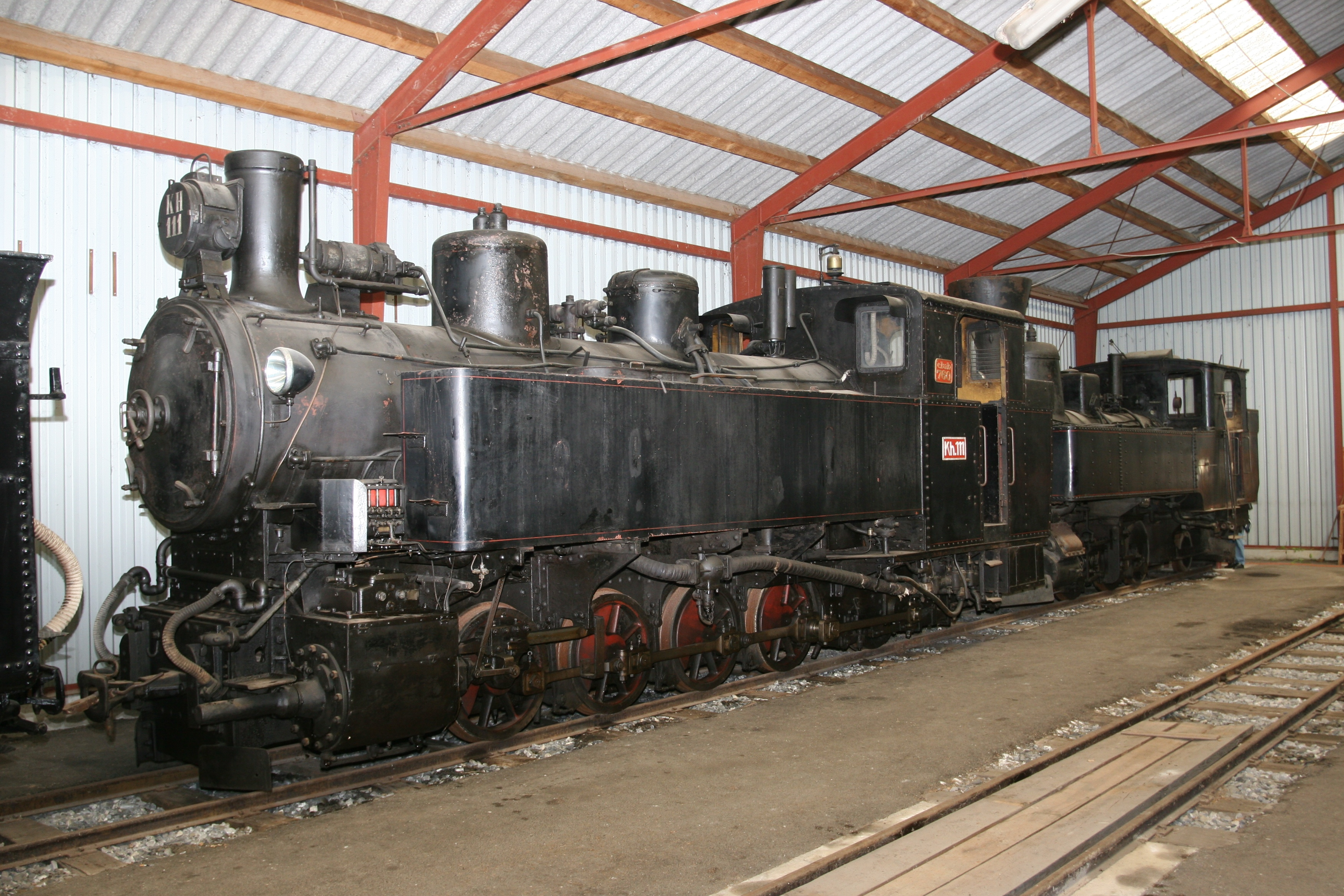
Kh 111 der Murtalbahn mit Caprotti-Steuerung.
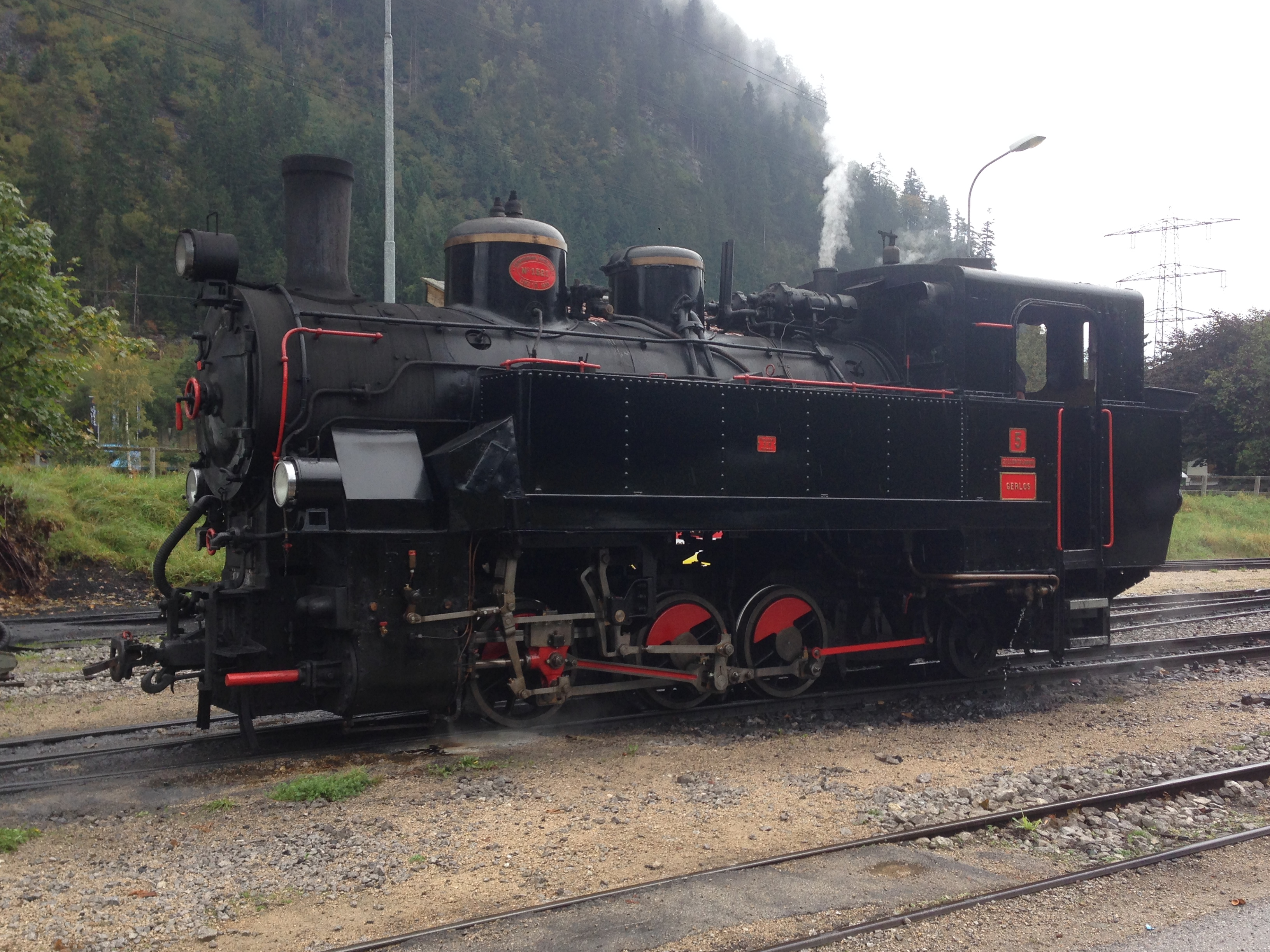
Lok 5 „Gerlos“ der Zillertalbahn (entsprechend BBÖ Uh), letzte von Krauss/Linz gebaute Lokomotive (1930)
C´C´- Mariazellerbahn-Elektrolokomotive NÖLB E (1911)
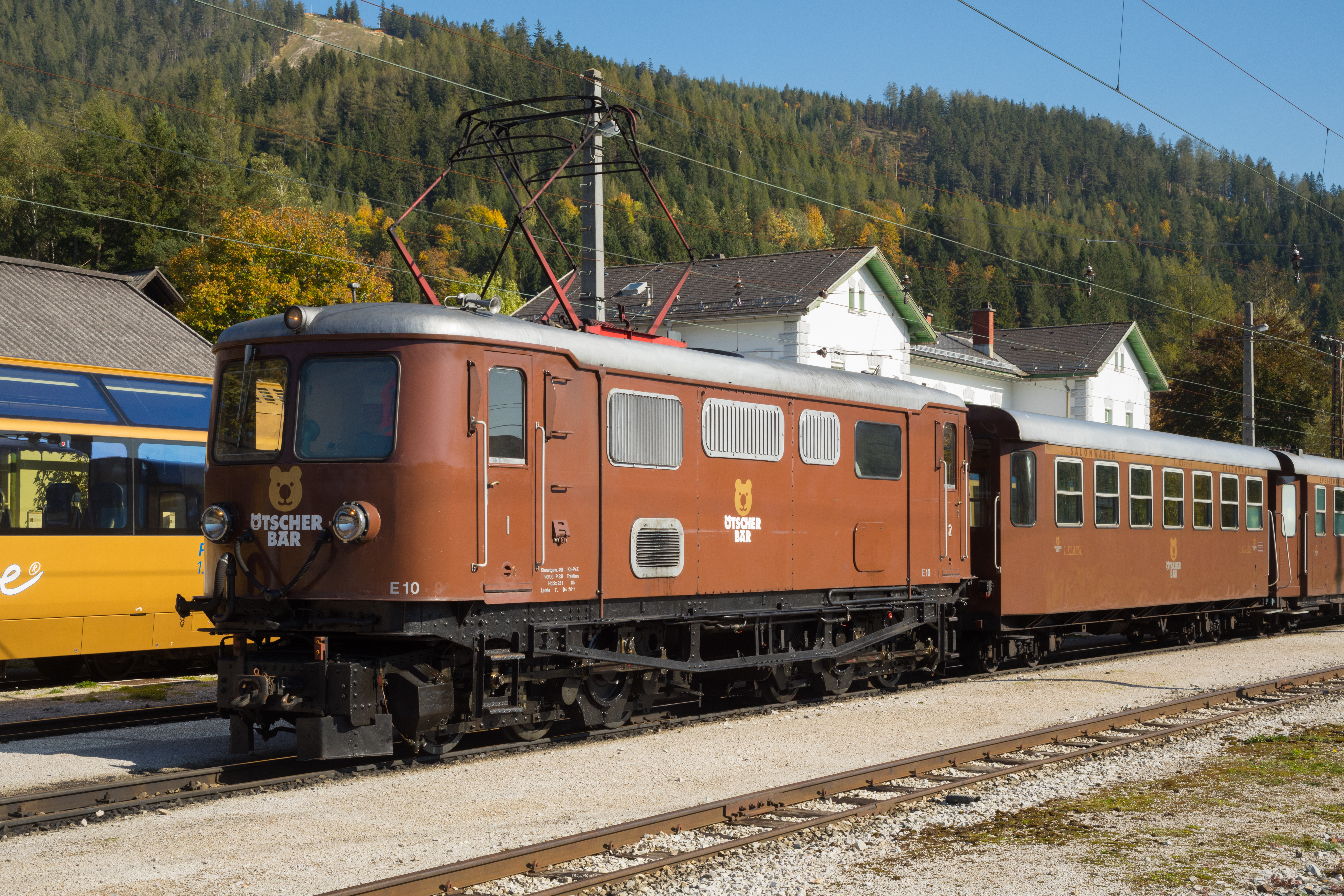
Nach über 100-jähriger Dienstzeit (2013) als dienstälteste Elektrolok der Welt
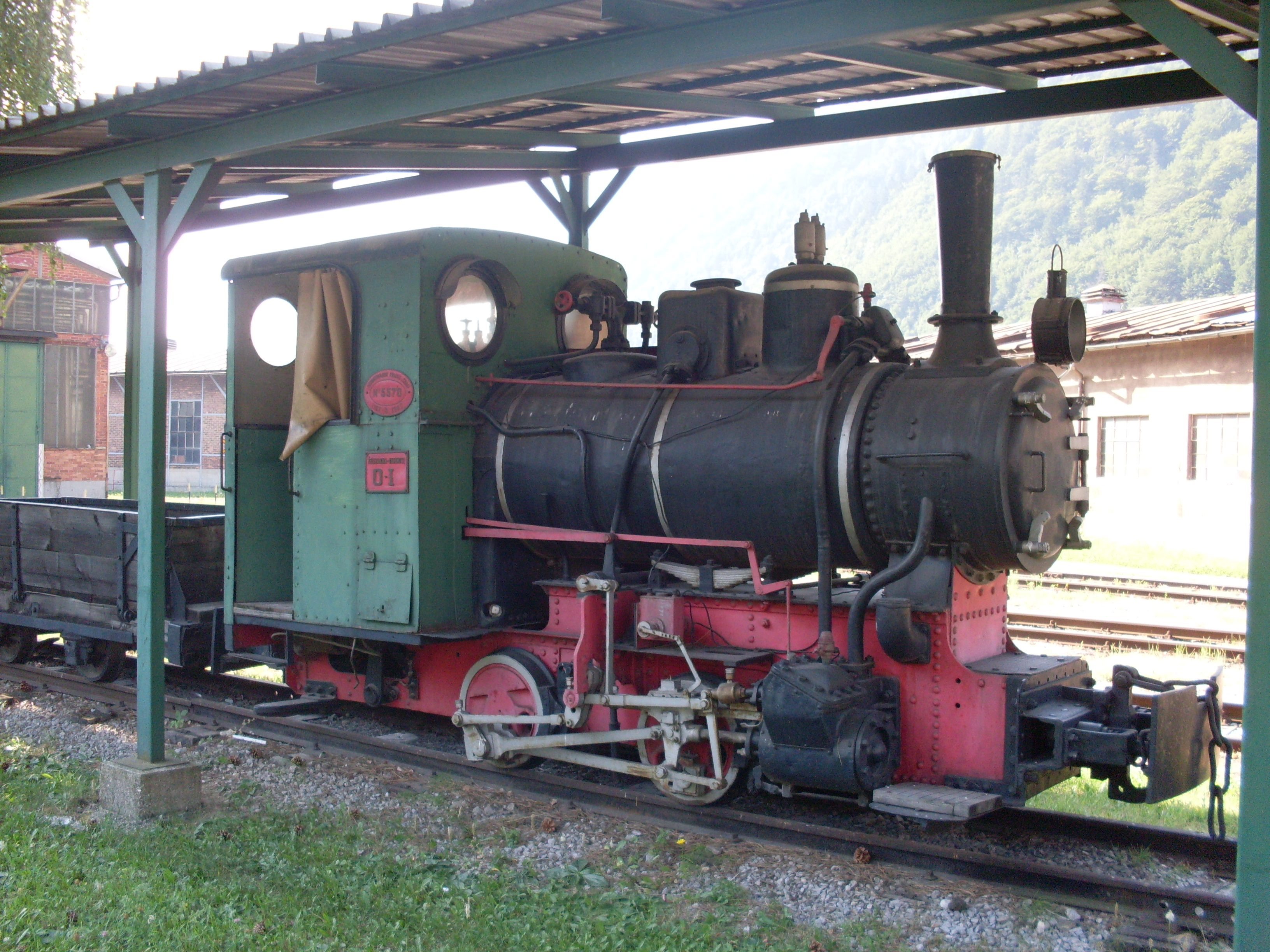
Werkslok der Arconi-Stahlwerke in Jesenice (1907 / Fabriksnummer 5570)
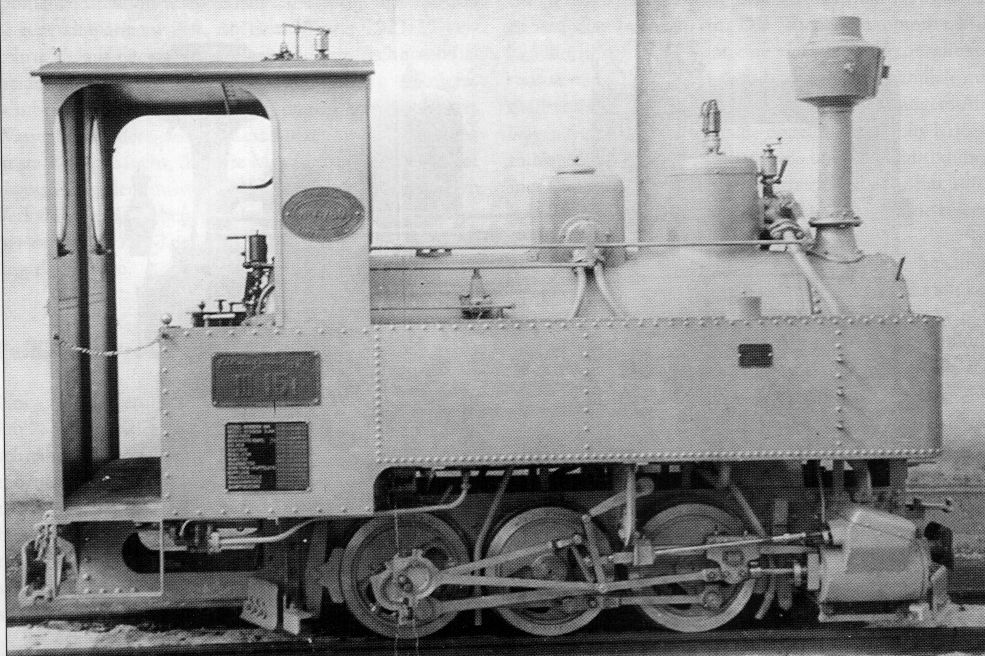
Feldbahn-Lokomotive FB 4 der k.u.k Heeresfeldbahn
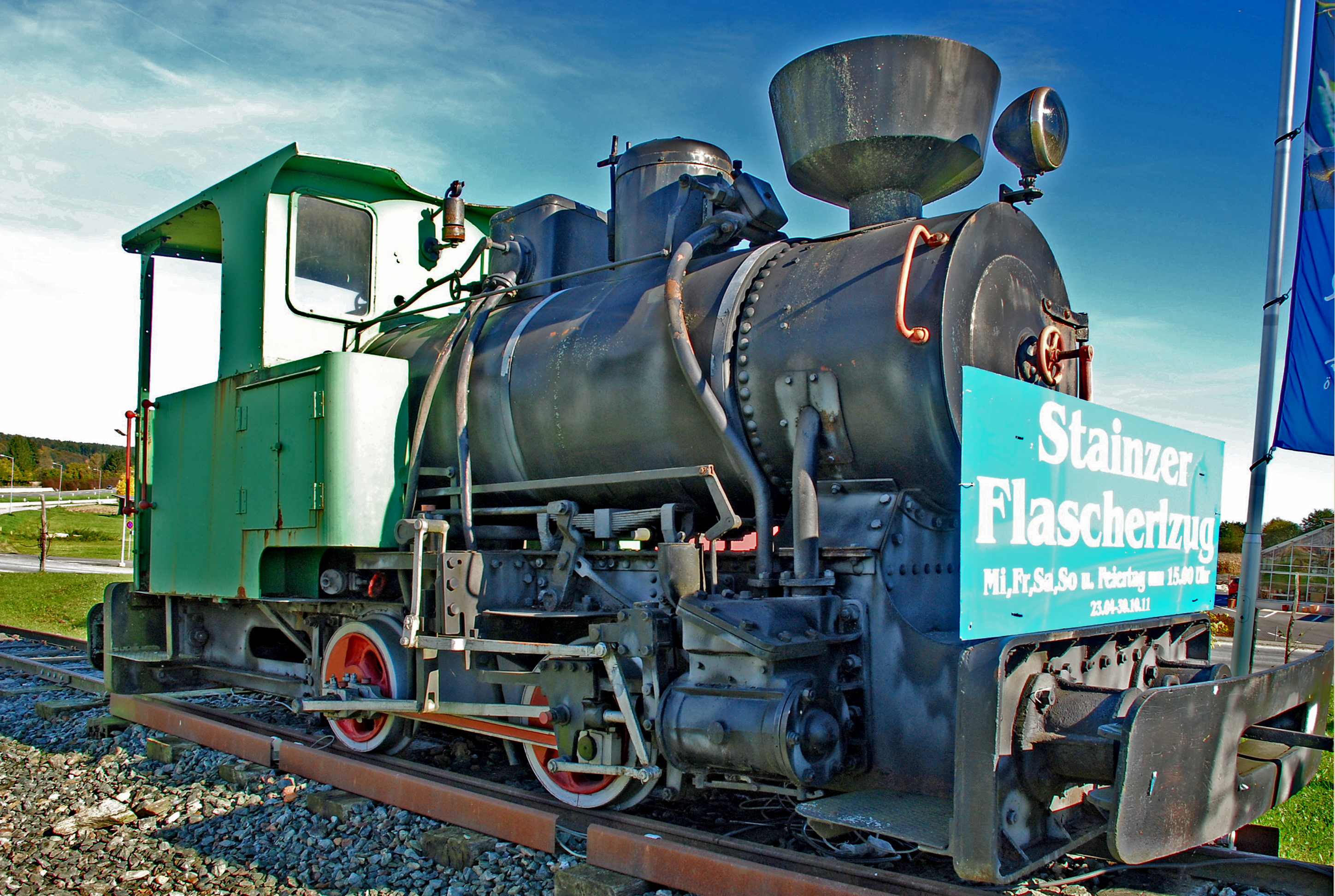
Feldbahnlok der ÖAMG am steirischen Erzberg (1914)
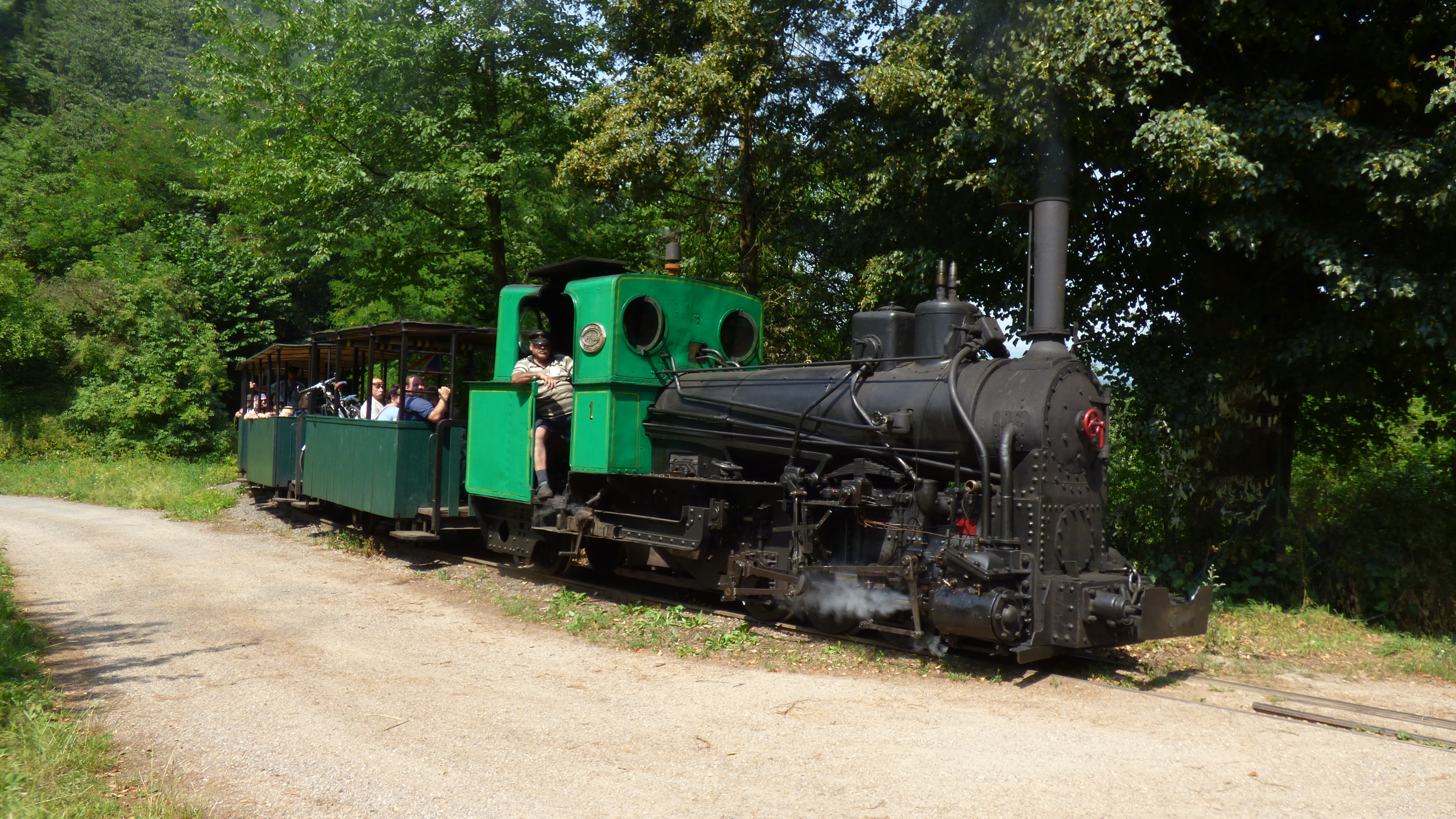
C´1-Stütztender-Feldbahnlok (600 mm) der Industriebahn Mladejov, umgebaut aus einer Heeresfeldbahnlok R IIIc (1919/20, Fabriksnummer 7485)
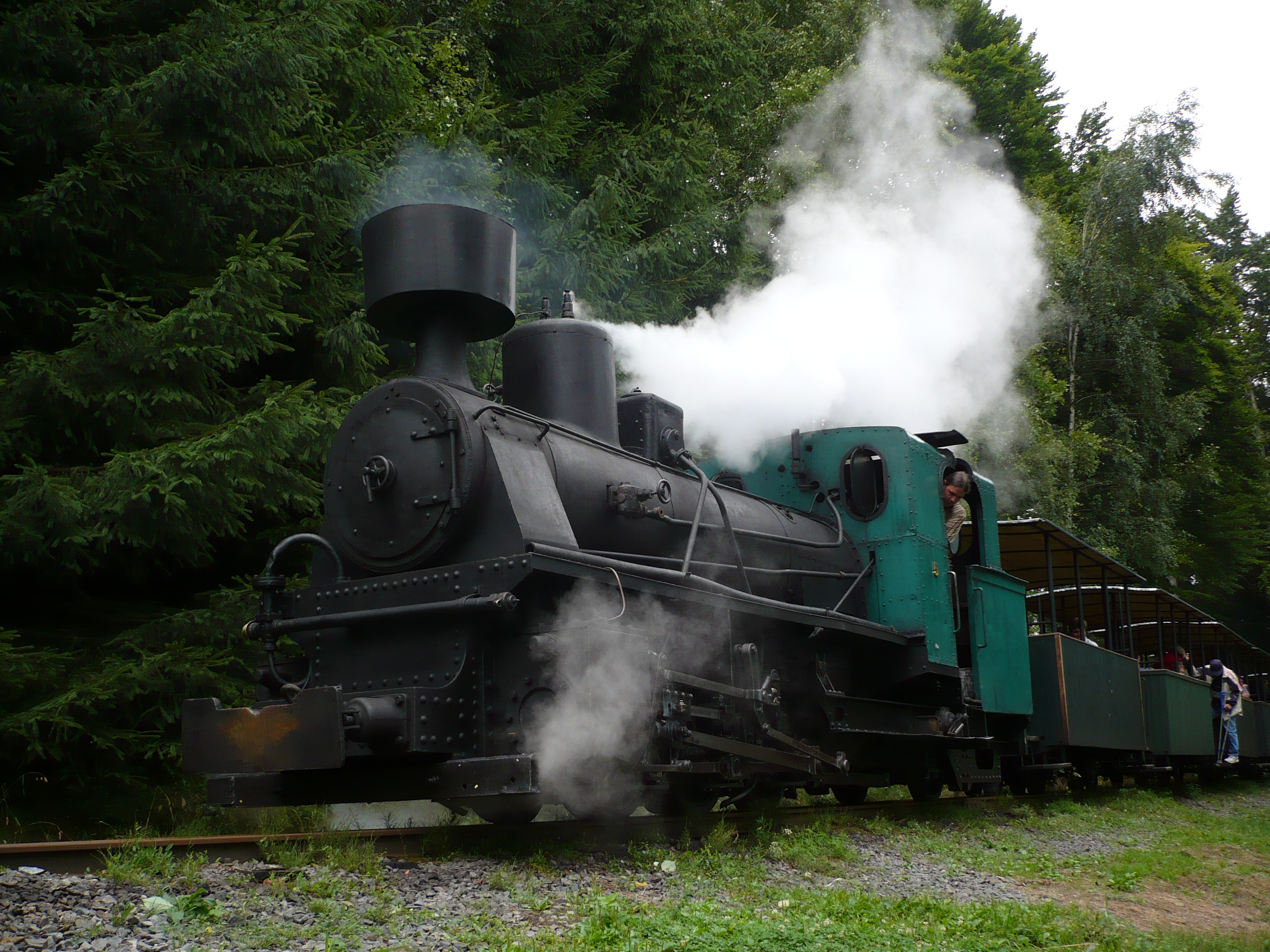
C´-1-Stütztenderlok (Spurweite 600 mm) der Industriebahn Mladejov, (1928, Fabriksnummer 1518)
Meterspurige Zweikuppler-Dampfstraßenbahn-Lokomotive der Lokalbahn Innsbruck - Hall in Tirol (1891 ff.)
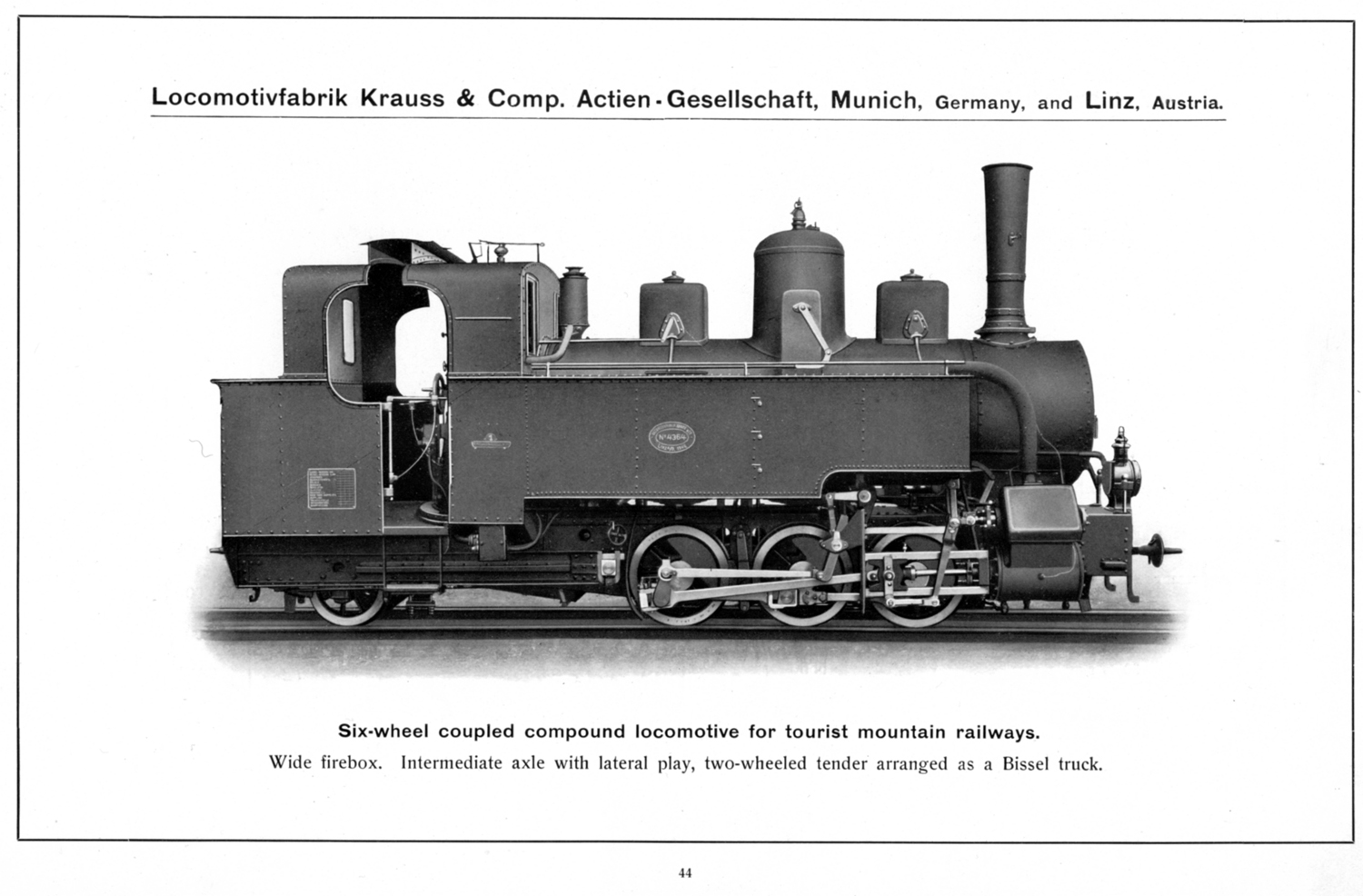
Meterspurige C´1-Stütztender-Verbundlok der Mittelgebirgsbahn von Karl Gölsdorf (1900)
1´B Verbund-Tenderlok der Lokalbahn Lambach-Gmunden, Spurweite 1106mm, kkStB Reihe Gv (1895–1899)
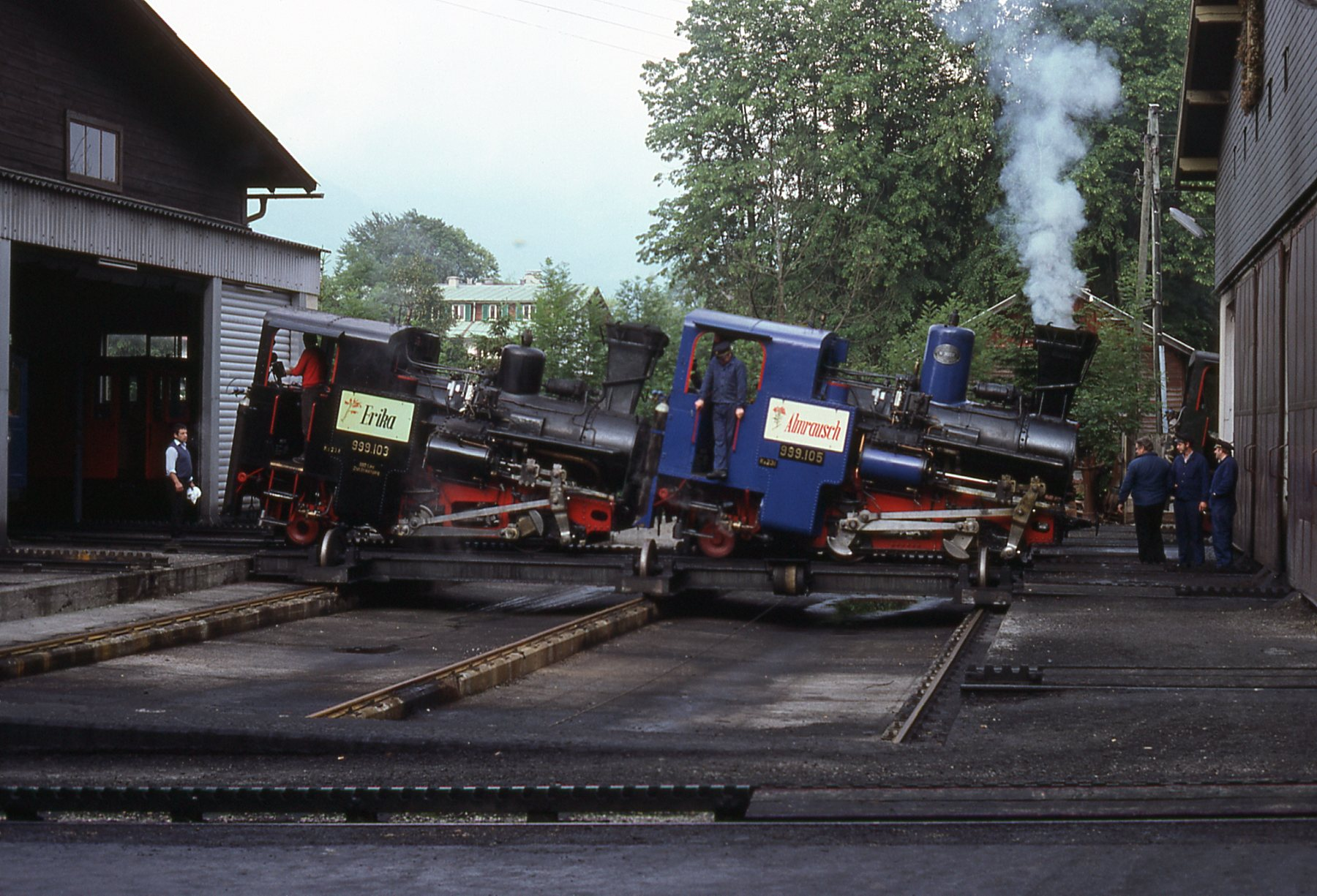
Zahnraddampfloks System Abt der Schafbergbahn, ursprünglich Reihe Z der SKGLB (1893/94)
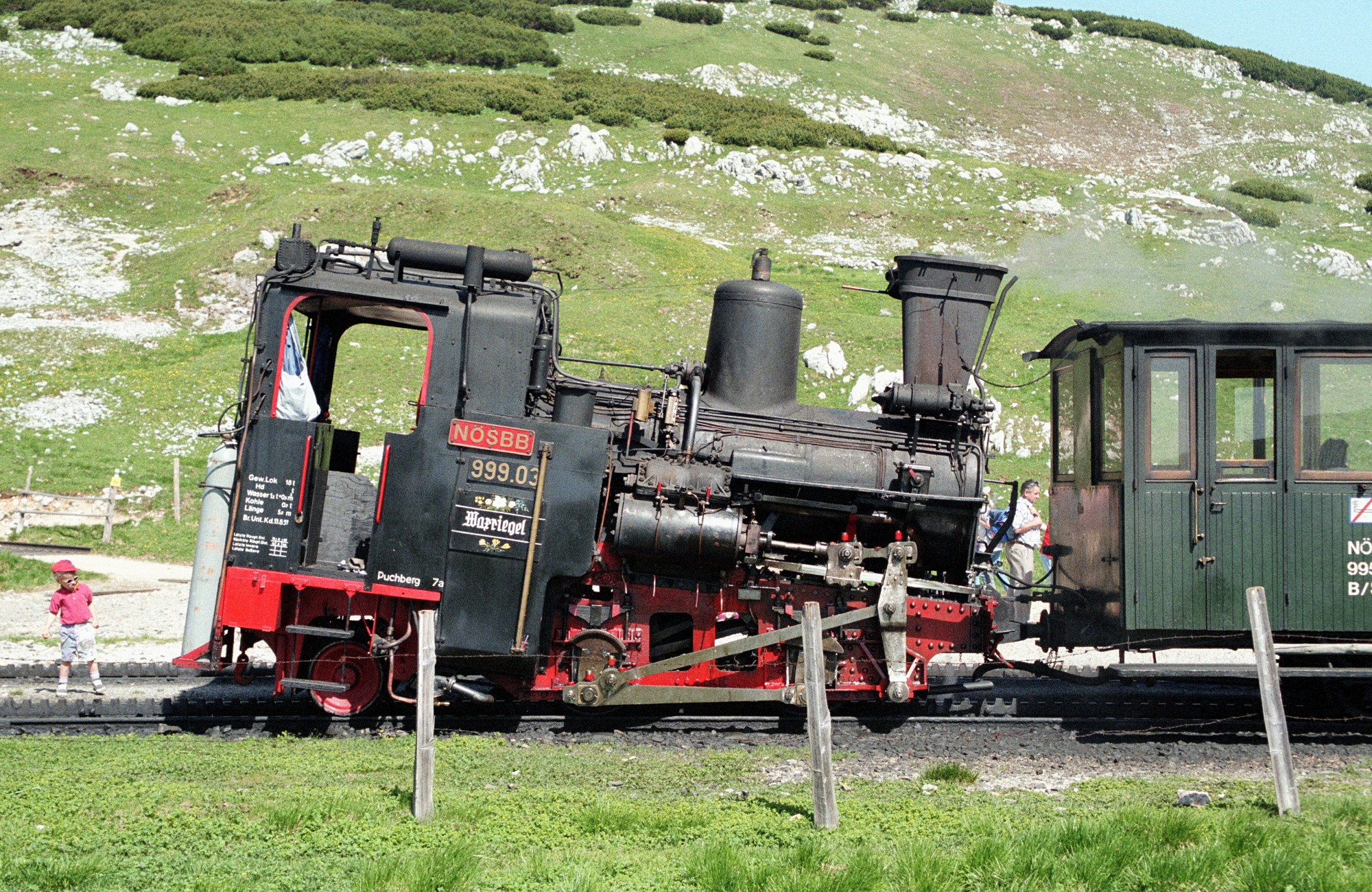
Zahnraddampflok 999.03 „Waxriegel“ der Schneebergbahn, (1897/Fabriknummer 3402)
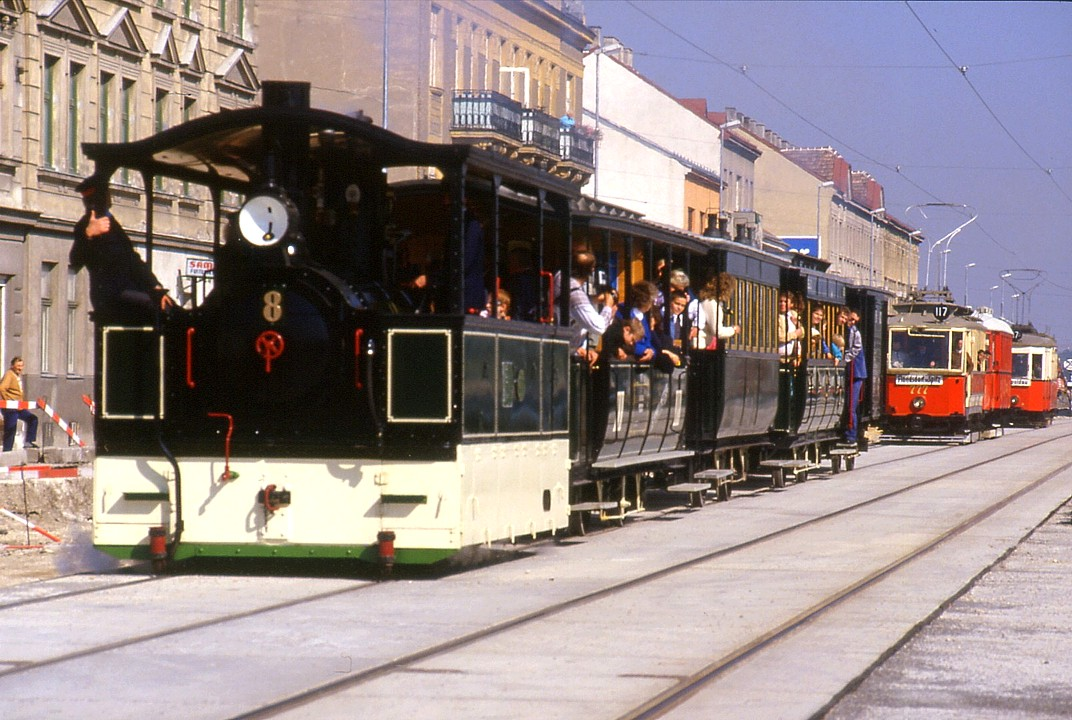
C-gekuppelte Dampftramwaylokomotive Nr. 8 der DTKC (1884)
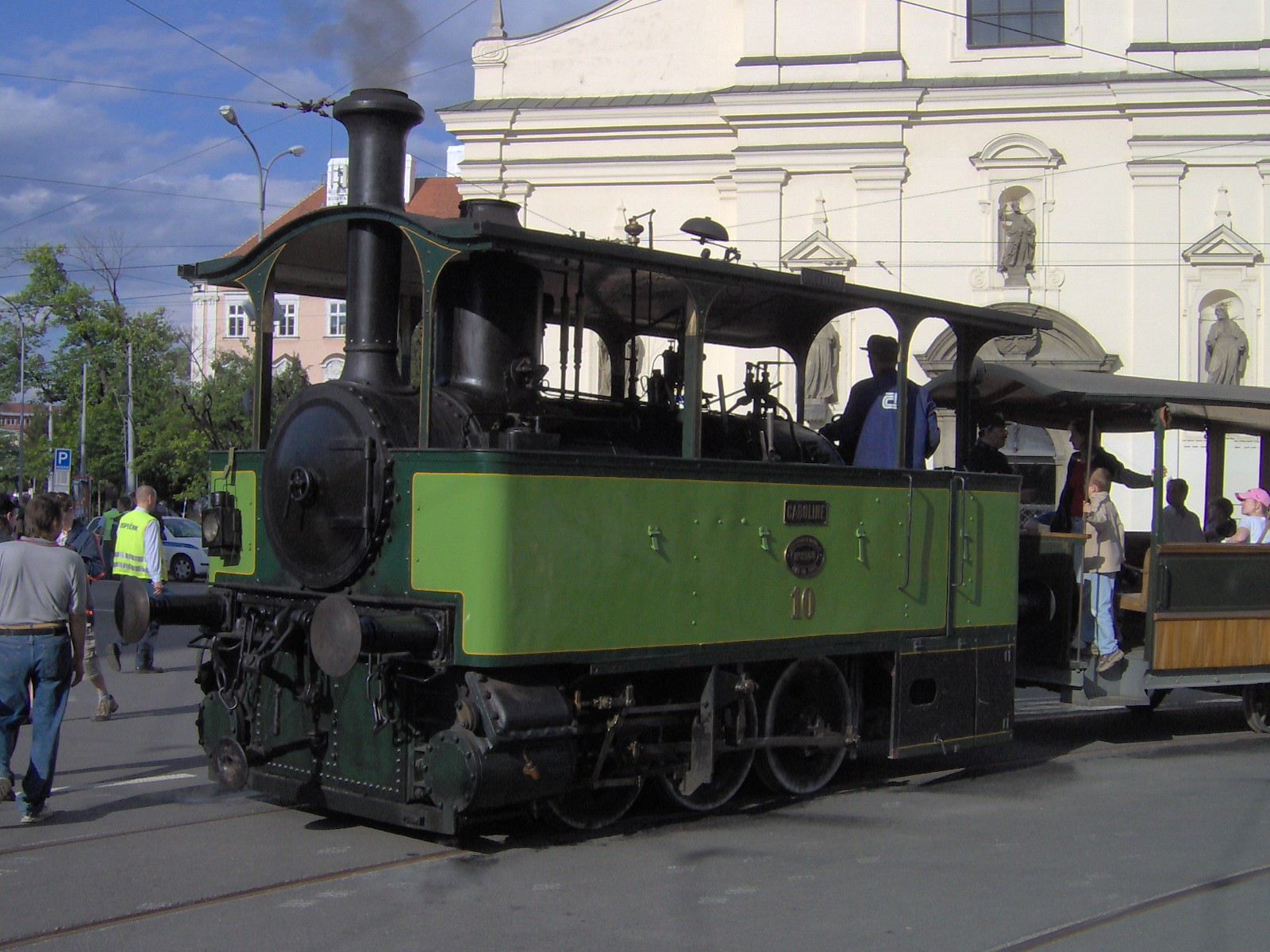
Dampftramwaylokomotive 10 „Caroline“ der Brünner Straßenbahn (1889/Fabriksnummer 2165)
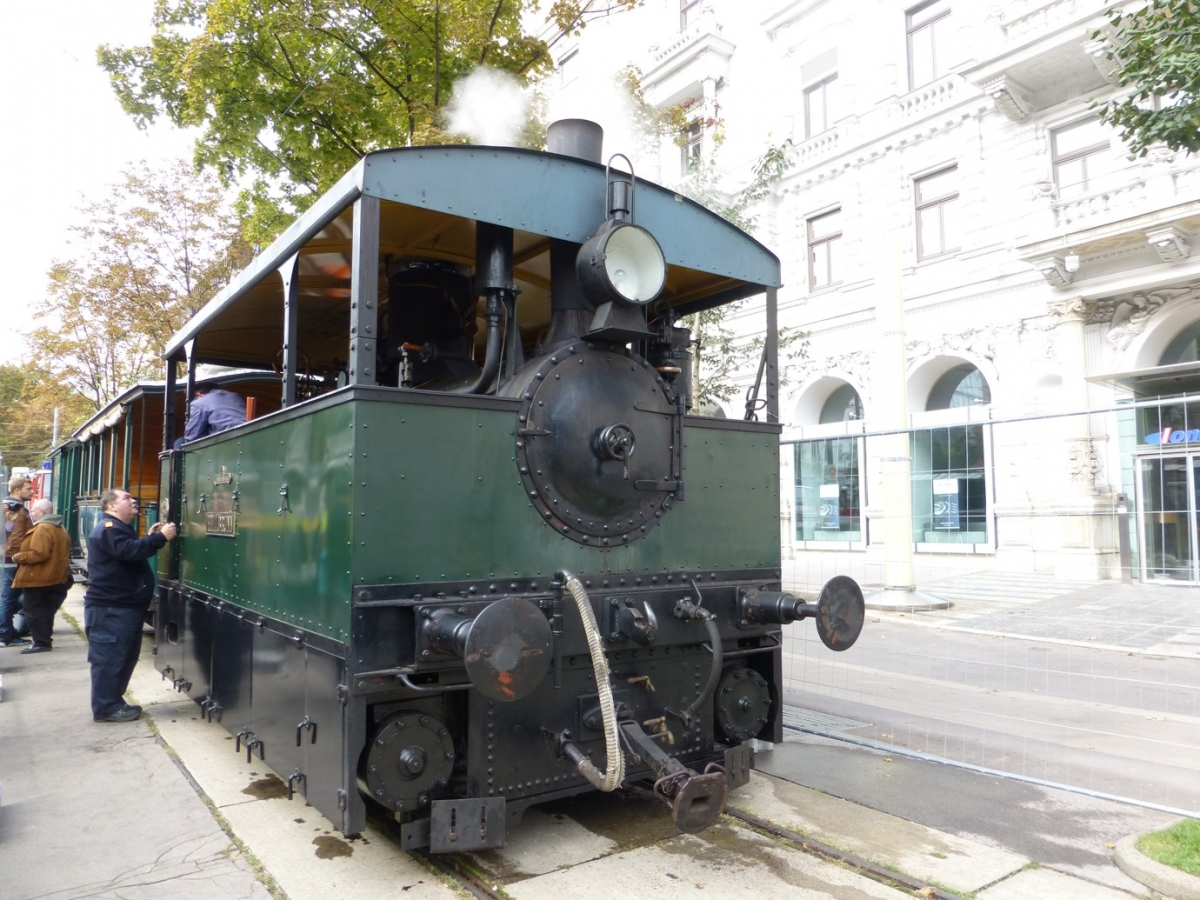
B-gekuppelte Dampftramwaylokomotive SETG 11 „Hellbrunn“, (1902/Fabriknummer 4814)
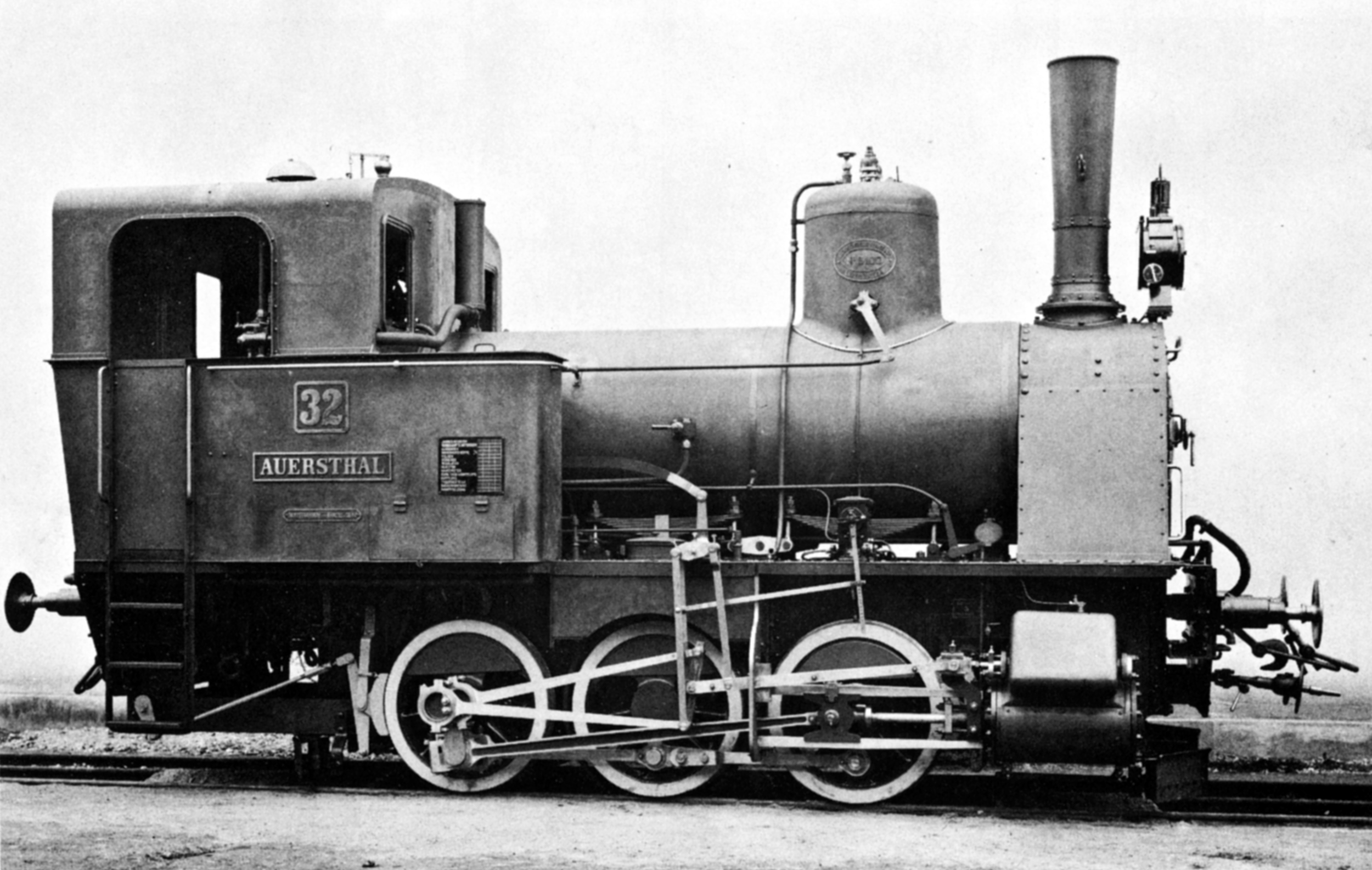
DTKC 31 „Auersthal“ der Stammersdorfer Lokalbahn (1904), Werkstype 55 (NÖLB Reihe 6)
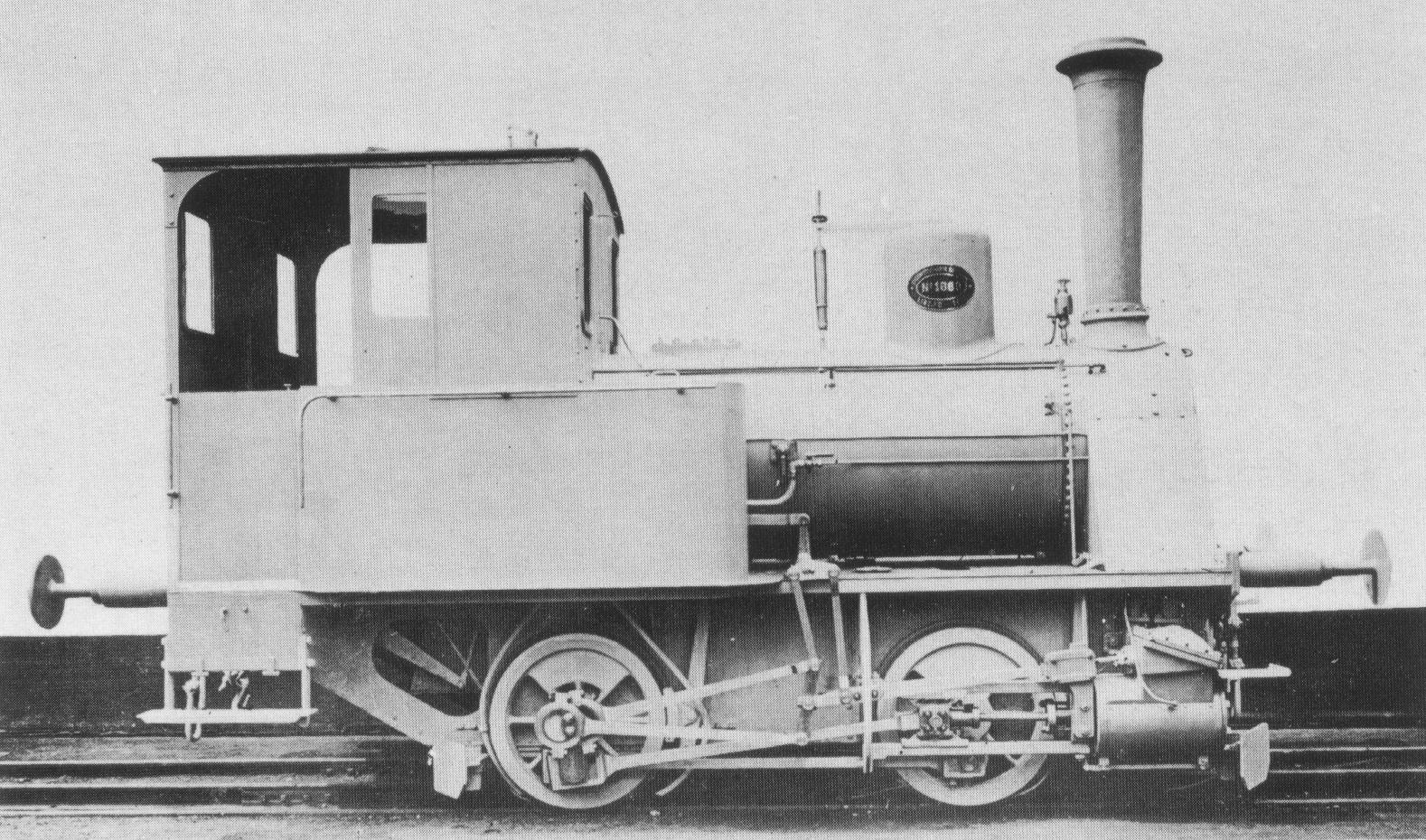
Lokalbahnlok der Kremstalbahn, später kkStB Reihe 83 (1887)
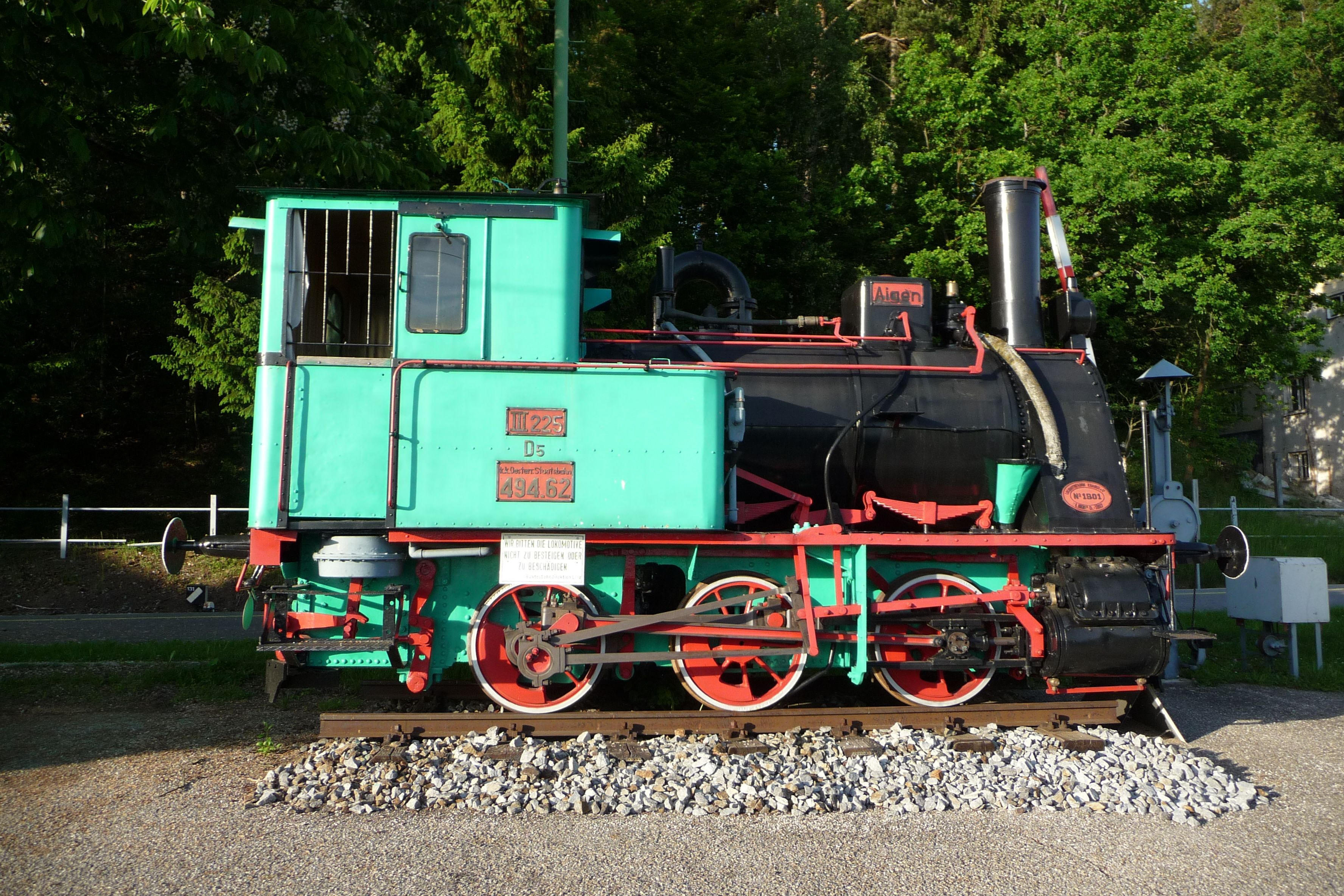
C-Kuppler „Aigen“ der Mühlkreisbahn (1887)
1´B-Lokomotive der Kremstalbahn mit Wasserkästen im Fahrzeugrahmen (eine Spezialität von Krauß), kkStB Reihe 89
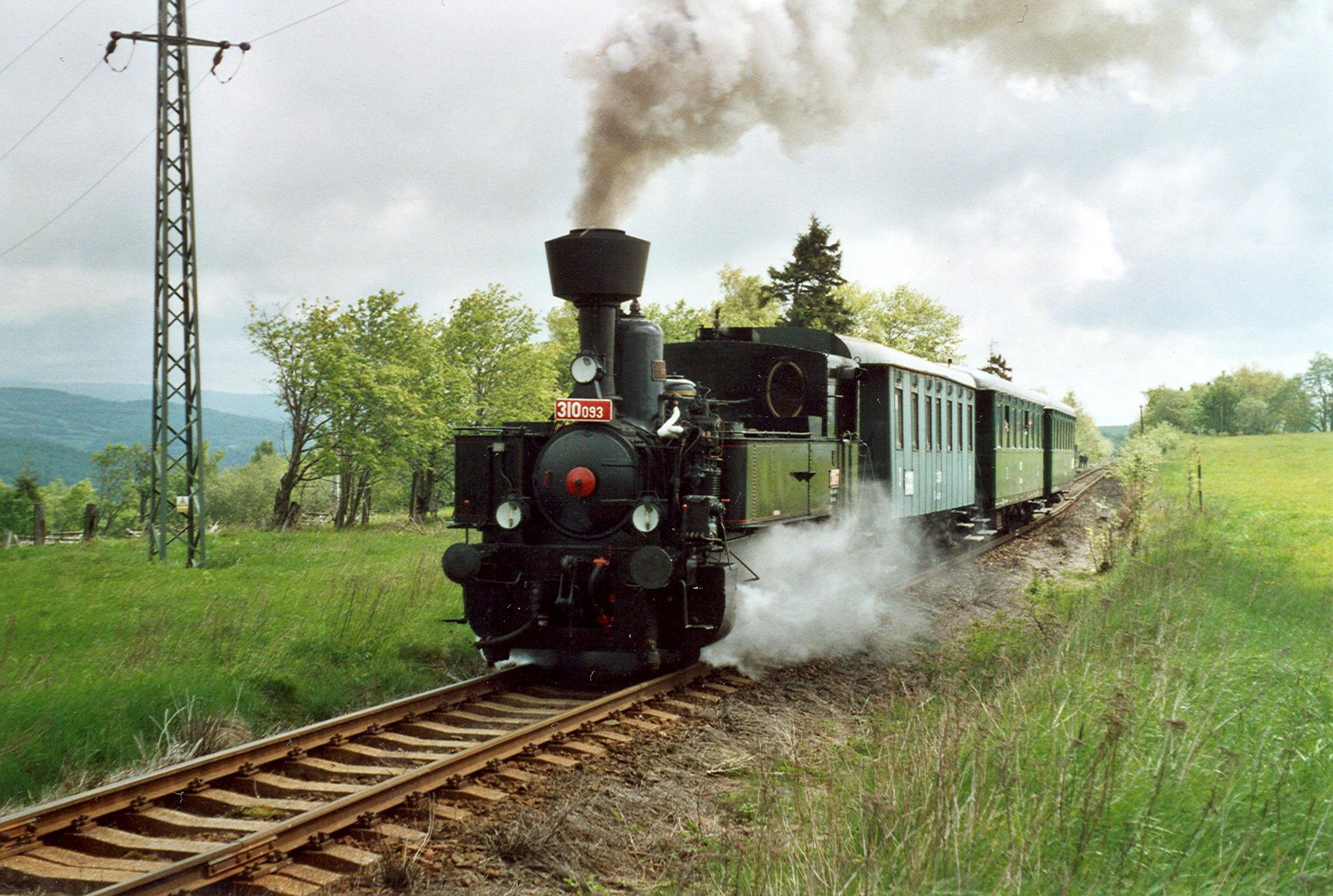
C´-Kuppler Lokalbahnlok kkStB-Reihe 97
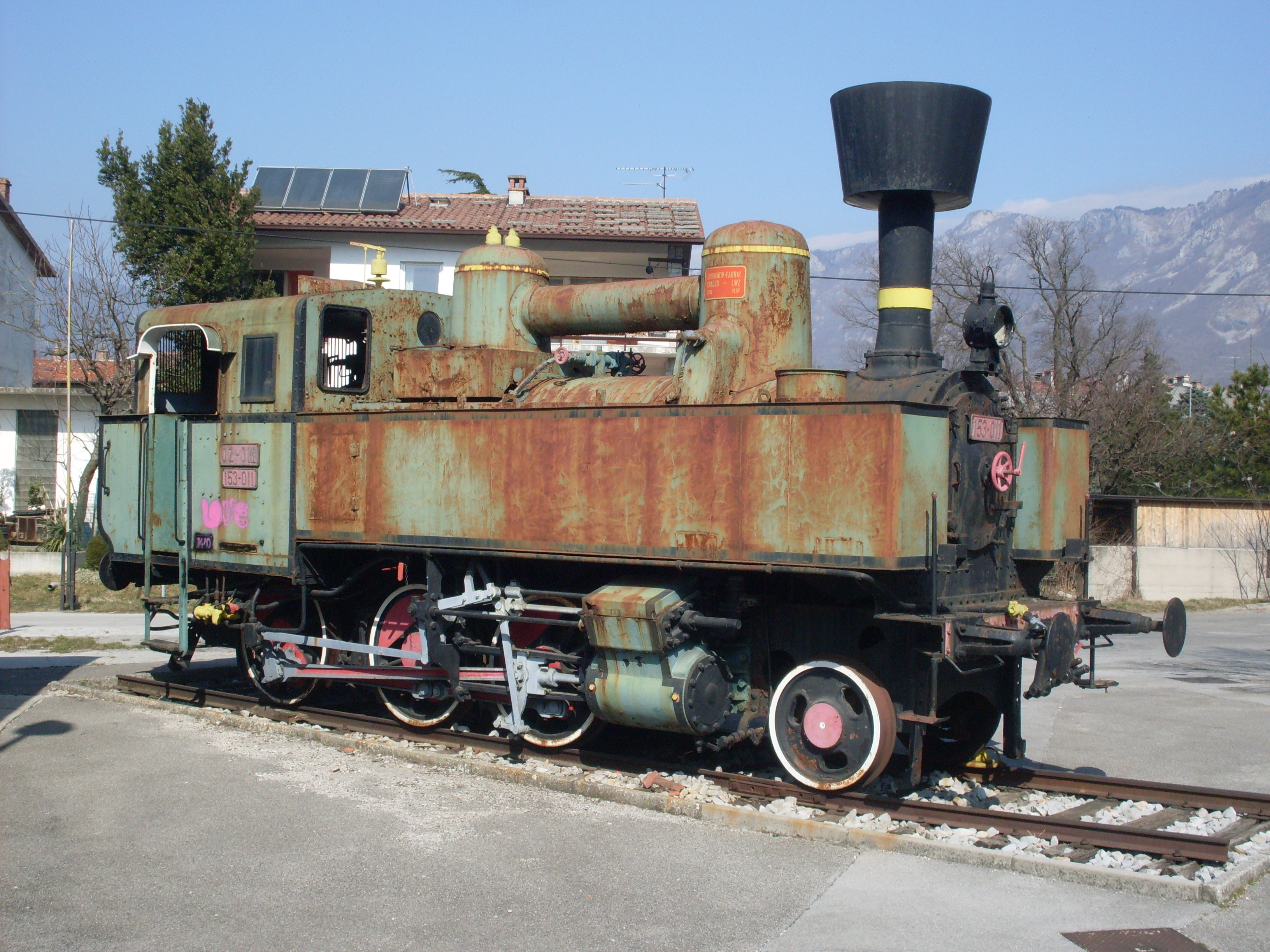
1´C - Lokalbahnlok der Reihe 99 der kkStB von Karl Gölsdorf (ab 1897)
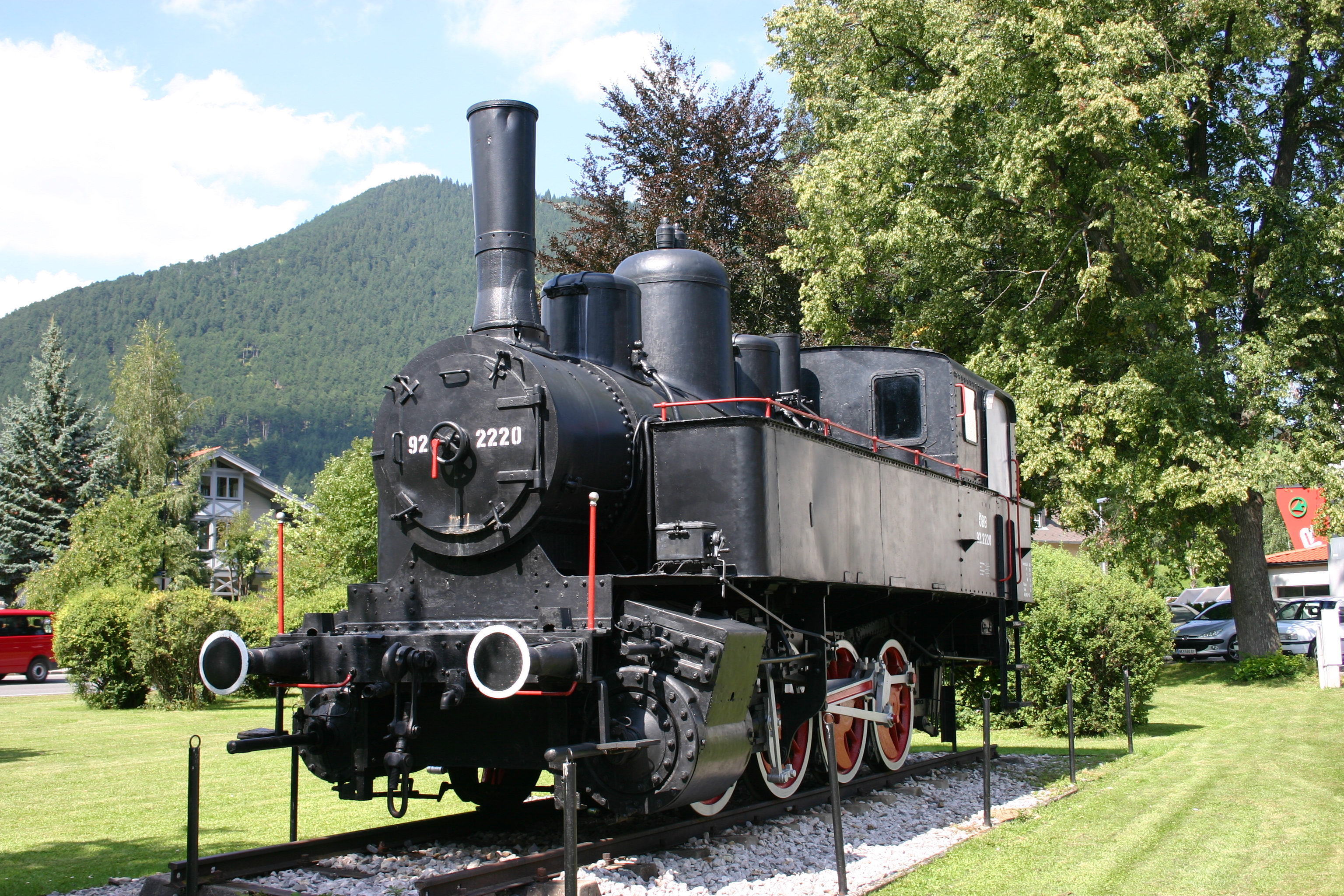
D´-Verbund-Lokalbahnlok der EWA für die Schneebergbahn von Karl Gölsdorf (1898), später kkStB 178
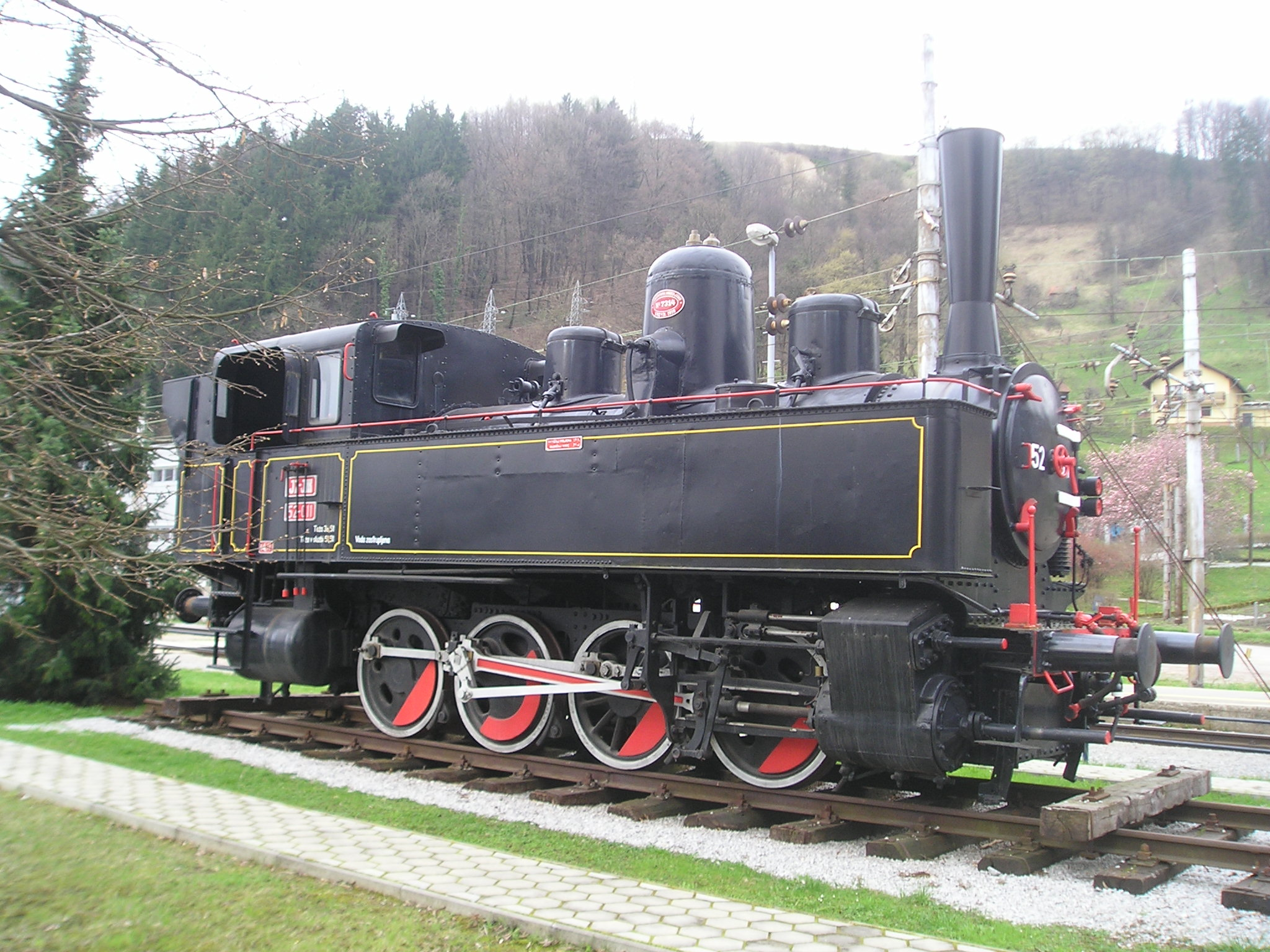
Denkmallok JZ 52-011 in Laško (Slowenien), gebaut 1918 als kkStB 178.204
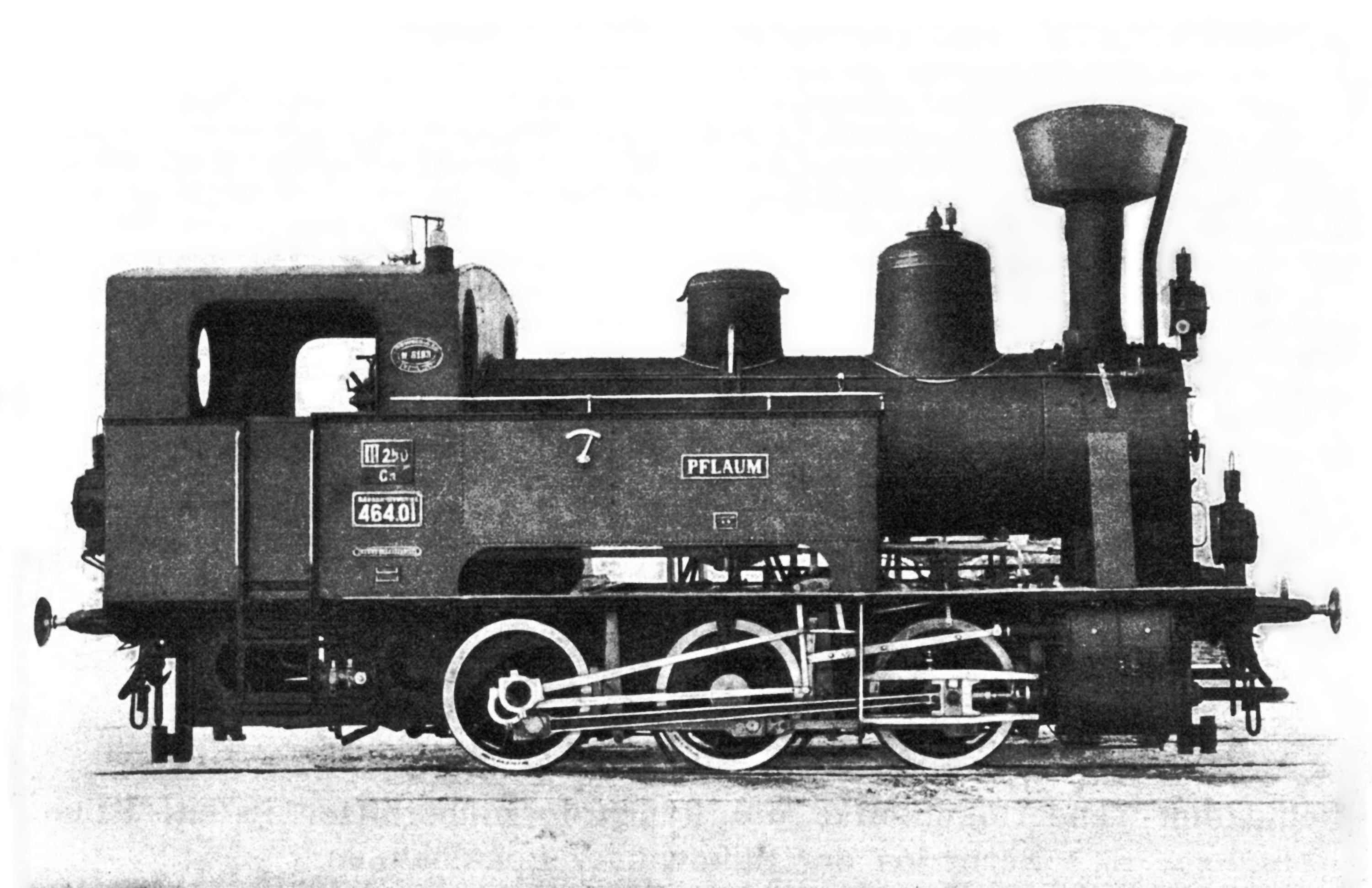
C-gekuppelte Heißdampf-Tenderlok der Bukowinaer Lokalbahnen (1910)
Leichtbau-Schnellzugslok kkStB 112 von Karl Gölsdorf (1907)
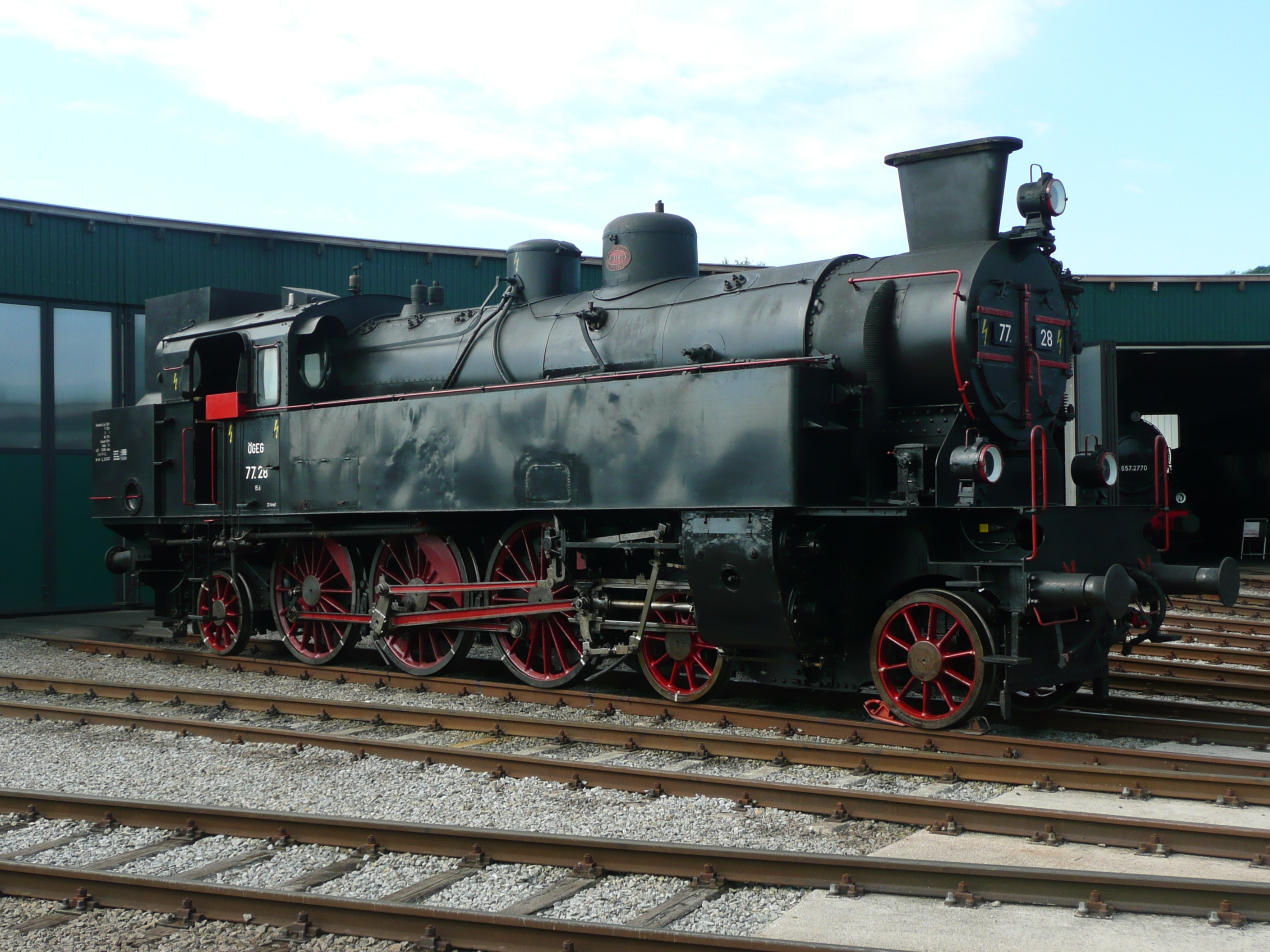
1´C´2 Tenderlok der Reihe 629 (ÖBB 77), „Paradepferd“ der Fabrik  (1920/Fabriksnummer 1183)
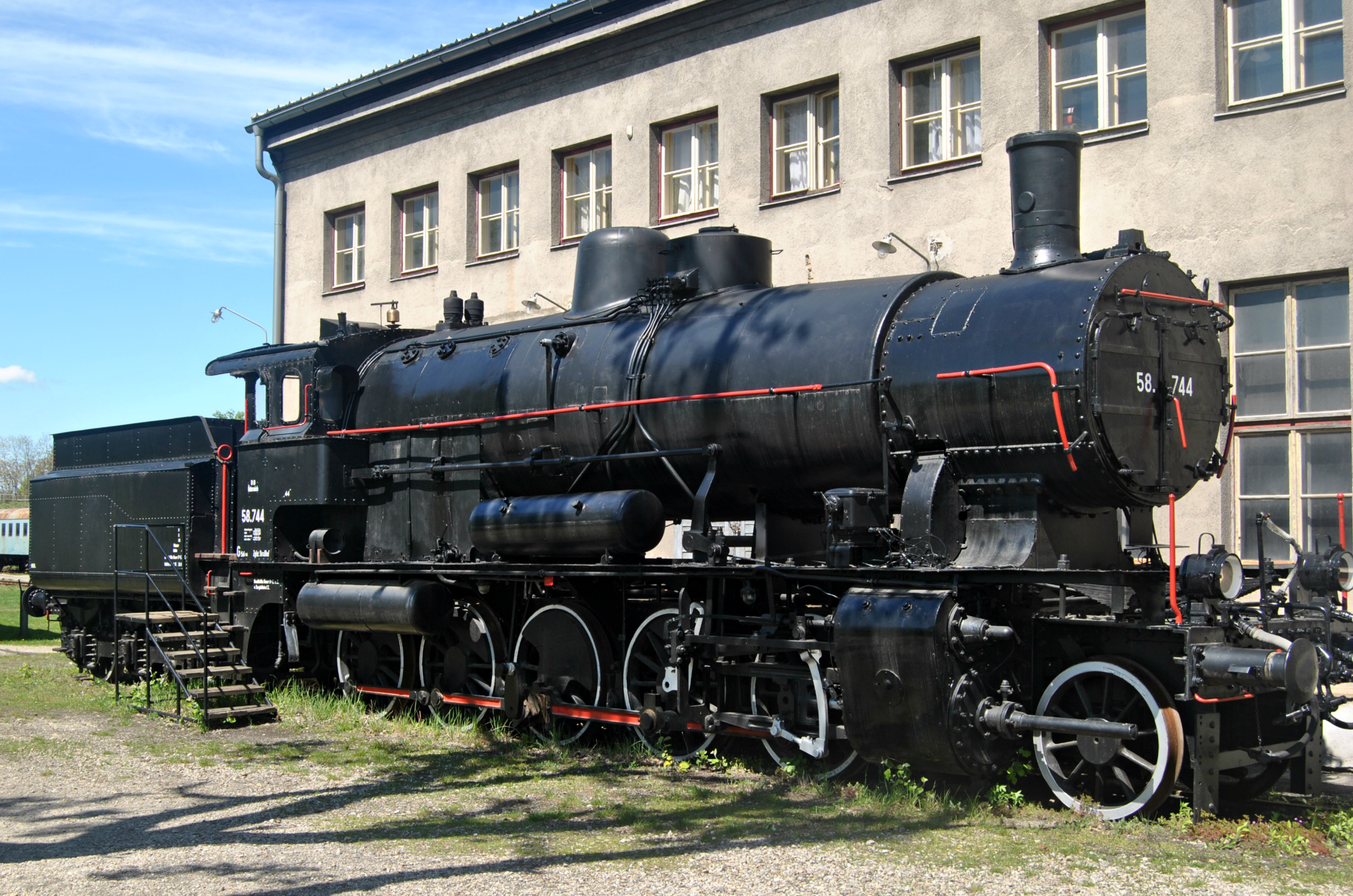
Reihe BBÖ 81 von Johann Rihosek
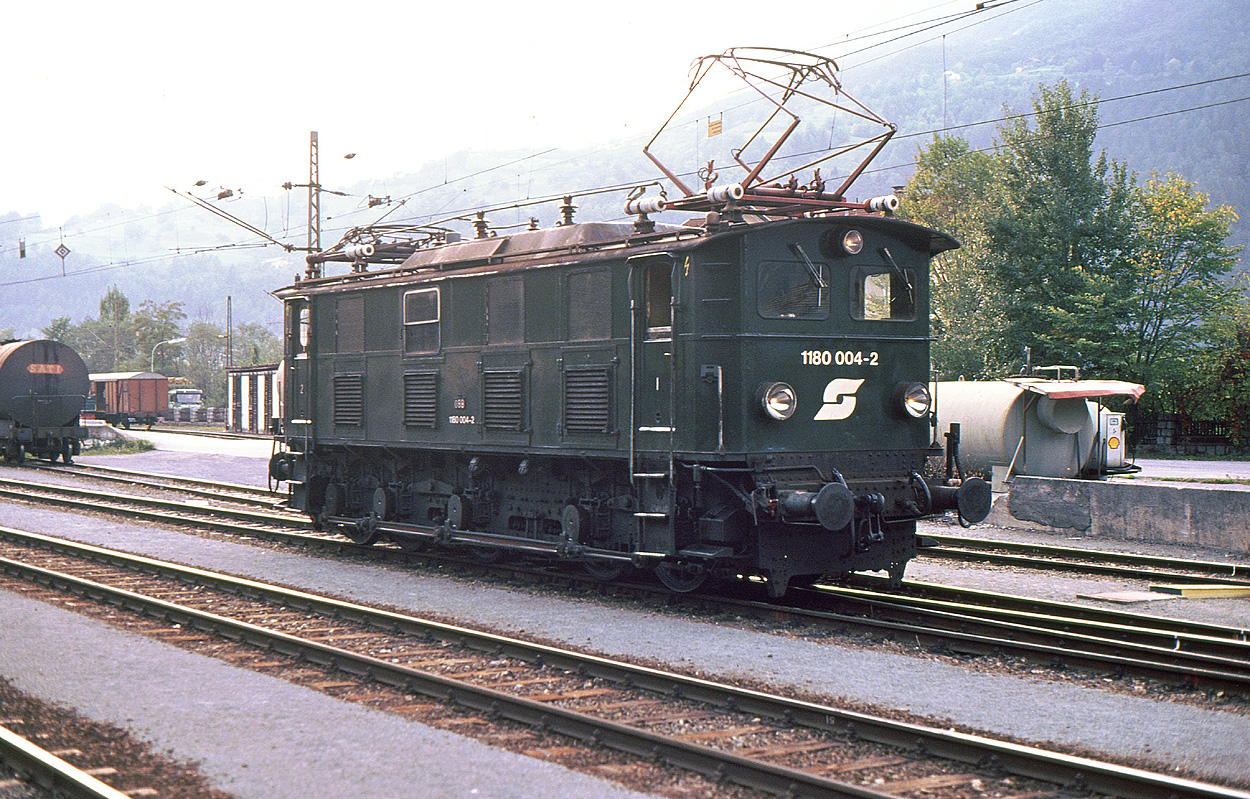
Weiterentwicklung BBÖ 1080.1, 20% stärker
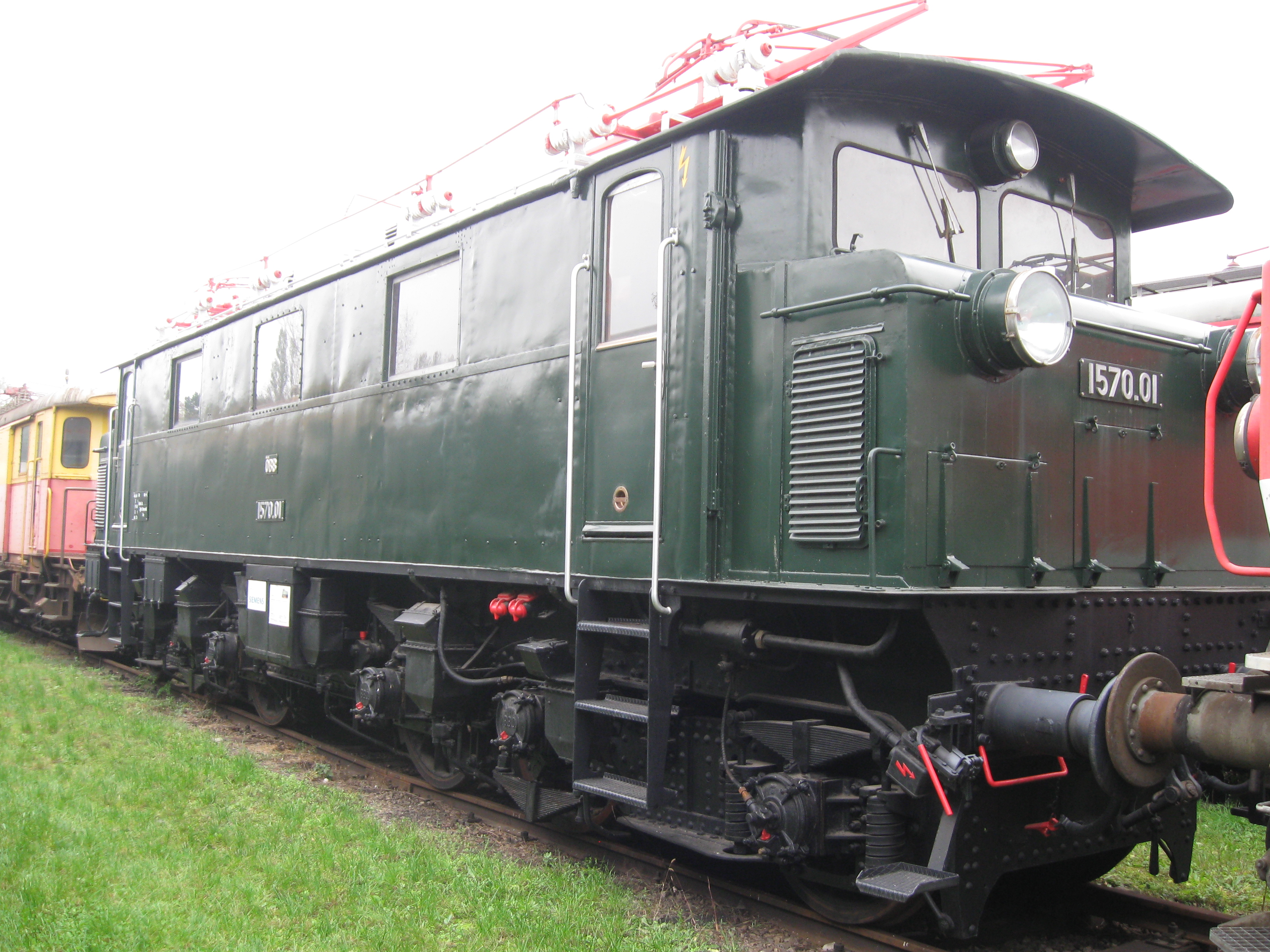
1A´B´A1´- Schnellzugslok BBÖ Reihe 1570 (1925)
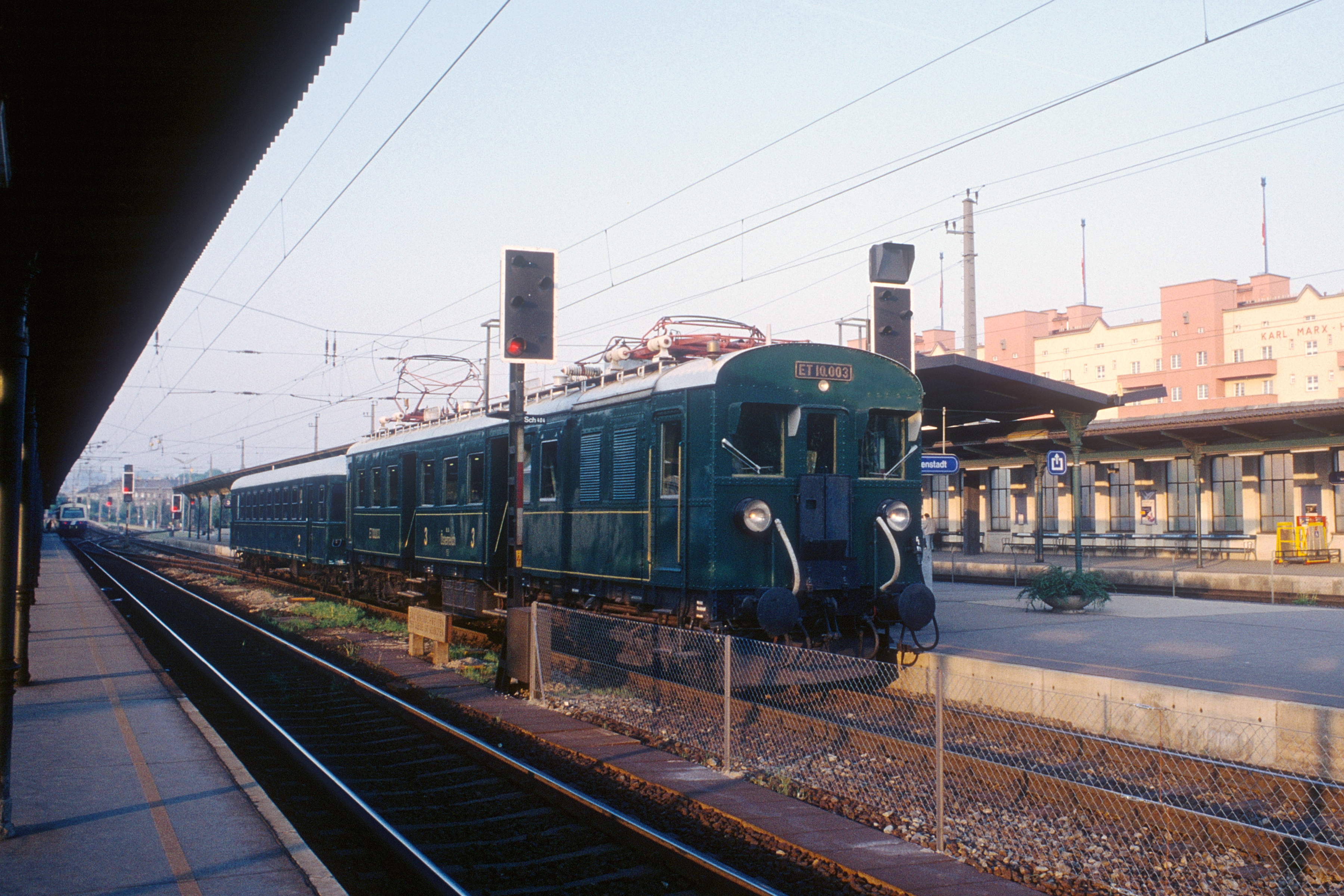
Elektrotriebwagen BBÖ ET 10 (1928/29)
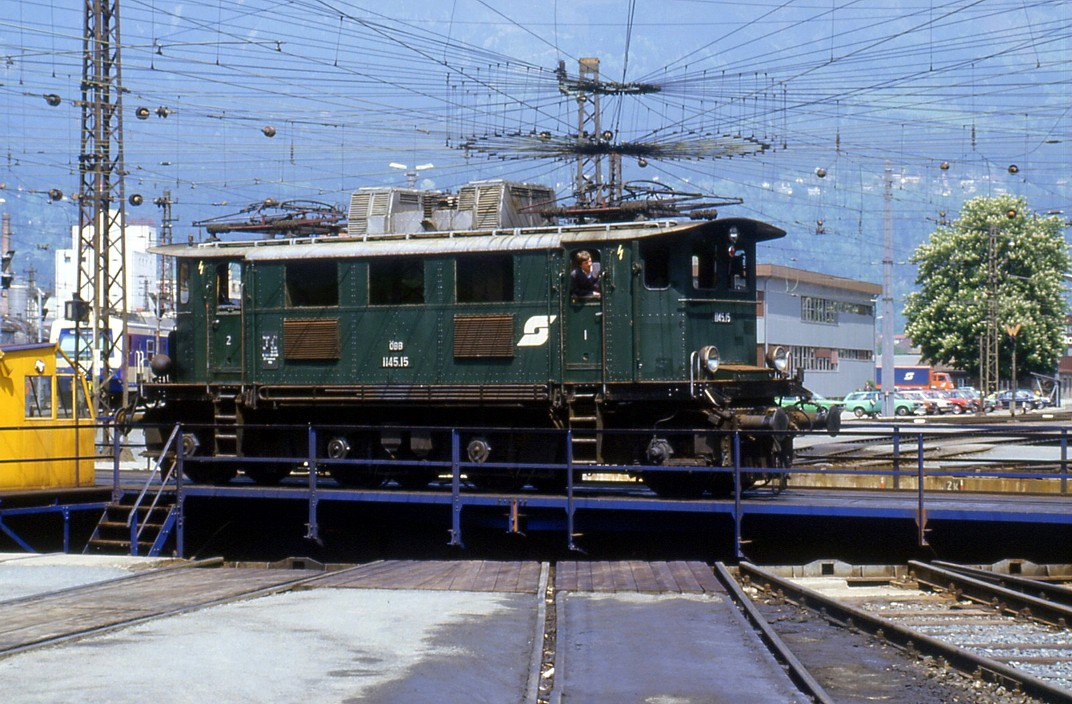
Reihe 1145 der ÖBB (BBÖ 1170.2) (1929)
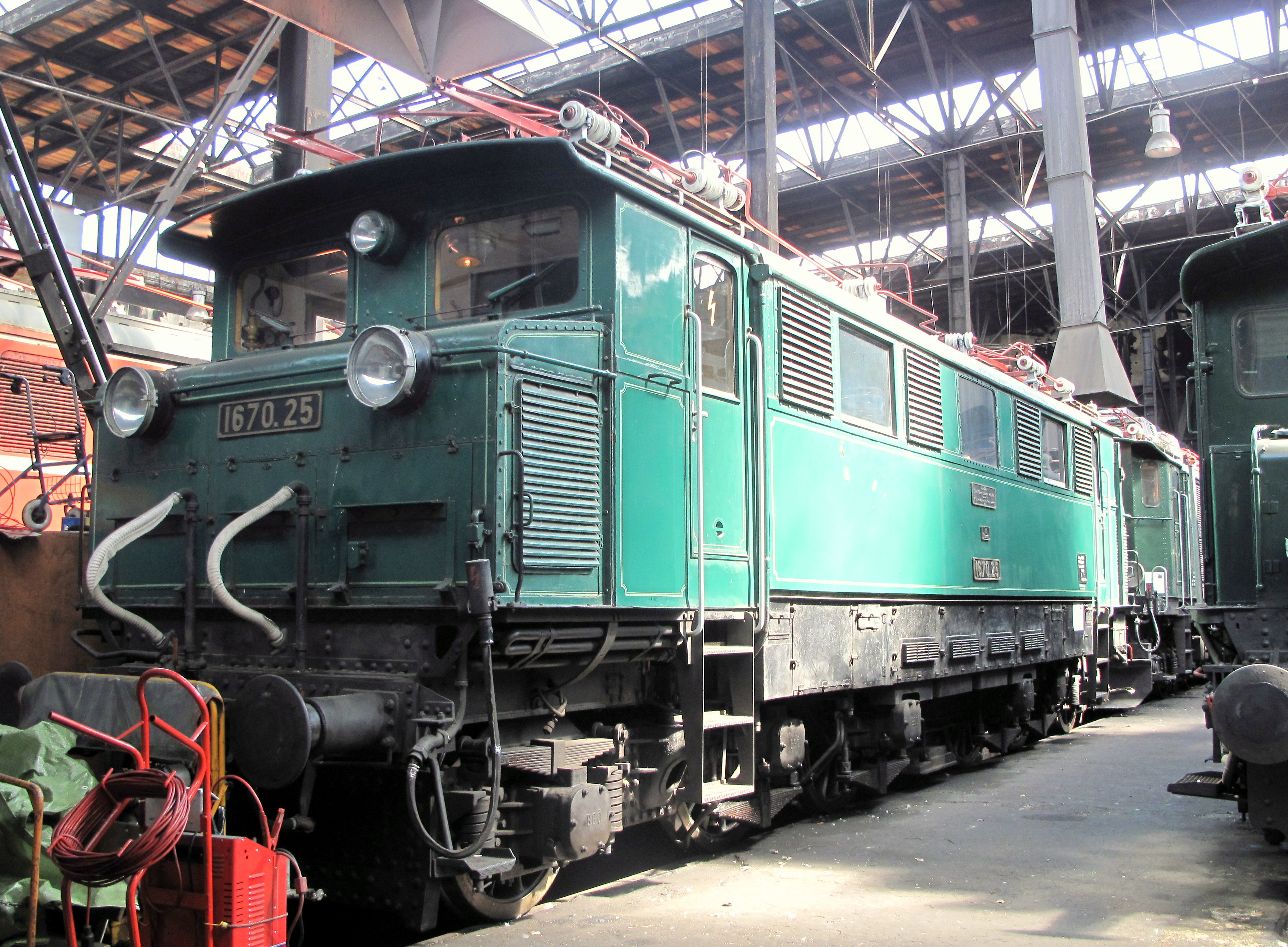
BBÖ 1670 (1929/30), nach von Krauss von der WLF weitergebaut